# Pantin
Pour les articles homonymes, voir Pantin (homonymie).
Pantin est une commune française limitrophe de Paris (Nord-Est) située dans le département de la Seine-Saint-Denis en région Île-de-France. Elle fait partie de la première couronne de l'agglomération parisienne.
Elle se situe à 6,4 km de la cathédrale Notre-Dame de Paris.

## Géographie

### Situation

Localisation de Pantin dans la petite couronne.

La ville est située en bordure de Paris et est principalement constituée par une plaine traversée par les routes nationales 2 et 3, la ligne de chemin de fer Paris - Strasbourg et le canal de l'Ourcq.
Pantin est située dans :
- l'unité urbaine (2010) de Paris ;
- l'aire urbaine (2010) de Paris.

### Communes limitrophes
Les communes limitrophes sont Paris, 19e arrondissement de Paris, Aubervilliers, La Courneuve, Bobigny, Noisy-le-Sec, Les Lilas, Le Pré-Saint-Gervais et Romainville.
| Aubervilliers       | La Courneuve         | Bobigny     |
| Aubervilliers Paris | Pantin               | Romainville |
| Paris               | Le Pré-Saint-Gervais | Les Lilas   |

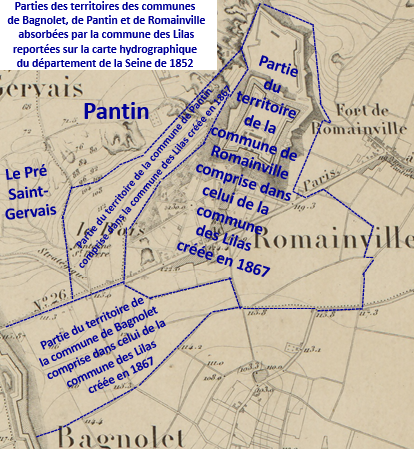
Territoire des Lilas pris sur les communes voisines en 1867, notamment Pantin

Les limites entre Pantin et les villes voisines ont évolué à plusieurs reprises :
- la limite entre les communes de Pantin et du Pré-Saint-Gervais est fixée en 1792 ;
- en 1859, Pantin cède à Aubervilliers une partie du territoire du fort d'Aubervilliers et à Romainville pour le fort de cette ville ;
- la loi du 16 juin 1859 annexa à Paris plusieurs communes et parties de communes voisines, étendant ainsi les limites de la commune jusqu'à la ligne de fortifications qui entourait la ville et ses faubourgs. Pantin céda alors une partie de son territoire, et une modification de limites avec la capitale eut également lieu en 1930 ;
- en 1867 avec Les Lilas, lors de la création de cette commune, soit la partie du territoire de Pantin à l’ouest du fort de Romainville, compris entre les rues Henri Barbusse et Jean-Moulin qui formait l’ancienne limite communale avec Romainville, en limite du lotissement du bois Bouleaux jusqu’aux actuelles limites communales, rue Faidherbe, rue Mancelle ,et rue du Bois. ;
- en 1928 avec Bobigny ;
- en 1938 avec Le Pré-Saint-Gervais ;
- en 1949 avec Les Lilas.

### Hydrographie
La ville est traversée par le canal de l'Ourcq.
Une petite rivière, le ruisseau de Montfort, qui prend sa source à Bobigny et se jette dans la Seine à Saint-Denis, passe à Pantin, mais cette rivière est busée de longue date et n'est plus visible.

## Urbanisme

### Typologie
Au 1er janvier 2024, Pantin est catégorisée grand centre urbain, selon la nouvelle grille communale de densité à sept niveaux définie par l'Insee en 2022.
Elle appartient à l'unité urbaine de Paris, une agglomération inter-départementale regroupant 407 communes, dont elle est une commune de la banlieue,,. Par ailleurs la commune fait partie de l'aire d'attraction de Paris, dont elle est une commune du pôle principal,. Cette aire regroupe 1 929 communes,.

### Morphologie urbaine

Carte des quartiers.

On peut distinguer les quartiers suivants de la commune :
- Mairie - Hoche
- Quatre-Chemins
- Petit Pantin - Les Limites
- Église
- Les Courtillières

La commune dénombre plusieurs grands ensembles :
- Les Courtillières
- La cité Bleu-Diderot à Quatre-Chemins
- La cité des Pommiers au Haut-Pantin
- La cité des Auteurs au Haut-Pantin
- Le 8 mai 1945 à Église de Pantin

### Habitat et logement
En 2019, le nombre total de logements dans la commune était de 27 462, alors qu'il était de 25 223 en 2014 et de 24 234 en 2009.
Parmi ces logements, 93,8 % étaient des résidences principales, 2,2 % des résidences secondaires et 4 % des logements vacants. Ces logements étaient pour 3,9 % d'entre eux des maisons individuelles et pour 94,4 % des appartements.
Le tableau ci-dessous présente la typologie des logements à Pantin en 2019 en comparaison avec celle de la Seine-Saint-Denis et de la France entière. Une caractéristique marquante du parc de logements est ainsi une proportion de résidences secondaires et logements occasionnels (2,2 %) supérieure à celle du département (1,1 %) et inférieure à celle de la France entière (9,7 %). Concernant le statut d'occupation de ces logements, 30,5 % des habitants de la commune sont propriétaires de leur logement (30 % en 2014), contre 38,9 % pour la Seine-Saint-Denis et 57,5 pour la France entière.
| Typologie                                               | Pantin | Seine-Saint-Denis | France entière |
| ------------------------------------------------------- | ------ | ----------------- | -------------- |
| Résidences principales (en %)                           | 93,8   | 92,9              | 82,1           |
| Résidences secondaires et logements occasionnels (en %) | 2,2    | 1,1               | 9,7            |
| Logements vacants (en %)                                | 4      | 6                 | 8,2            |

La ville respecte largement ses obligations prévues par l'article 55 de la Loi SRU de 2000 qui lui font obligation de disposer d'au moins 25 % de logements sociaux. En effet, les logements sociaux s’élevait à 33,3 % par rapport au parc de résidences principales — au sens du recensement — en 2008, pourcentage qui s'est légèrement réduit à 32,5 % en 2019.
Depuis les années 1990, la ville est marquée par un important phénomène de gentrification. Ce phénomène de gentrification s'intensifie dans les années 2020, avec l'implantation des locaux de nombreuses entreprises et institutions d'envergure, notamment Chanel, Hermès et l'Anru. Selon le magazine Alternatives économiques, Pantin est ainsi la commune française ayant connu la plus forte augmentation en proportion des cadres et professions intellectuelles supérieures parmi ses résidents entre la fin des années 2010 et le début des années 2020.
L'encadrement des loyers est en place à Pantin depuis le 1er décembre 2021 en application de la loi n° 2018-1021 du 23 novembre 2018.

### Projets d'aménagements
Jacqueline Osty, grand prix de l'urbanisme en 2020, a réalisé l'aménagement des 3,5 ha d'espaces publics du site du port. Elle a forgé un socle commun, conservant un esprit minéral et continu, évocateur du passé de la zone portuaire, avec un recours léger à la végétation sous forme de longues lignes droites engazonnées et de salon de verdures entre les ensembles de logements.

### Voies de communication et transports

#### Infrastructures routières
La ville est desservie notamment par :
- Les RN 2 et RN 3.
- La RD 115 (Route des Petits-Ponts vers Aulnay-sous-Bois).
- 2 portes du boulevard périphérique de Paris : Porte de Pantin et Porte de la Villette.

#### Réseau cyclable
En 2021, dix-neuf stations Vélib' Métropole sont situées sur le territoire communal.[réf. nécessaire]

#### Transports urbains
La ville est desservie par plusieurs infrastructures lourdes de transport en commun :
RER :

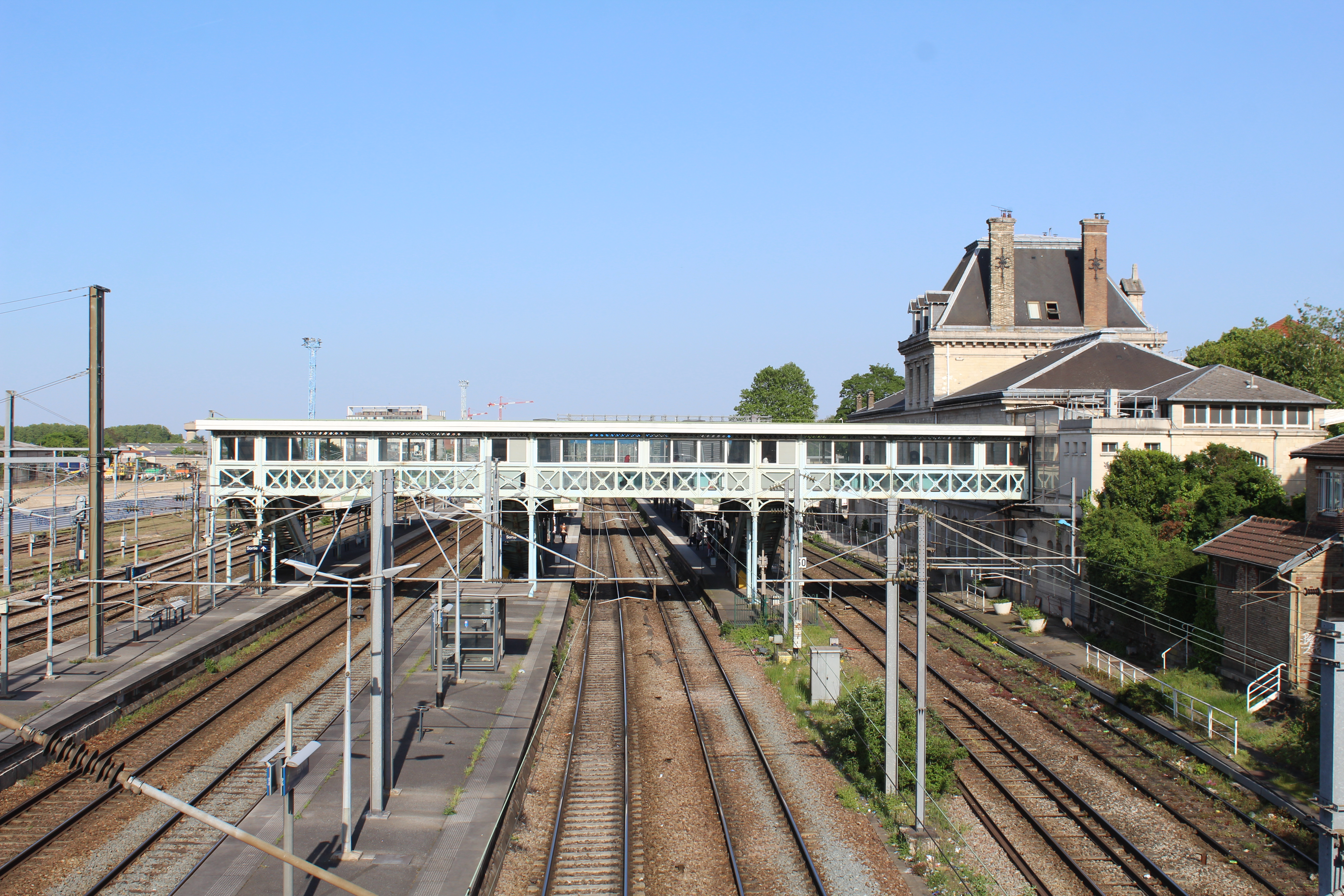
La gare de Pantin.

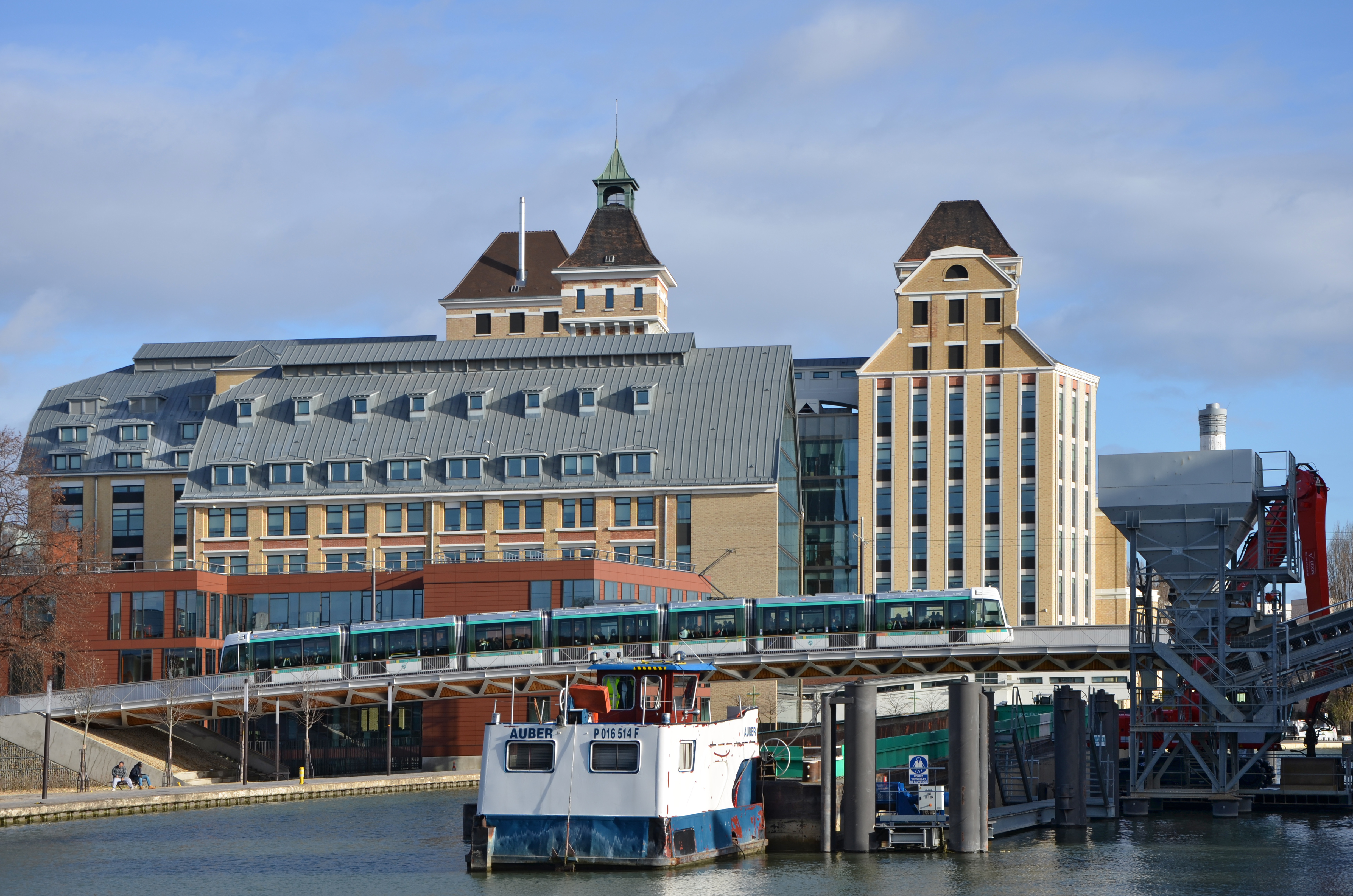
La ligne de tramway T3b tangente le territoire de la commune.

- la ligne E du RER dispose de la Gare de Pantin. 
Le trafic de la gare a beaucoup augmenté ces dernières années, de 3 500 voyageurs par jour en 1990 ils sont 7 500 voyageurs en 2007, puis 10 000 en 2010, en raison notamment de l’arrivée des salariés de BNP Paribas aux Grands Moulins de Pantin. L'infrastructure de départ étant saturée, avec des quais trop étroits pour accueillir les voyageurs en une seule entrée, une passerelle supplémentaire a été inaugurée en 2018, succédant à une passerelle provisoire en place depuis 2011.

Métro :
- la ligne 5 dessert la moitié sud de la ville :
  - Hoche depuis 1942 ;
  - Église de Pantin depuis 1942 ;
  - Raymond Queneau depuis 1985, à la limite entre Pantin et Bobigny.
- la ligne 7 dessert la limite nord-ouest de la ville avec la commune voisine d'Aubervilliers :
  - Aubervilliers - Pantin - Quatre Chemins depuis 1979 ;
  - Fort d'Aubervilliers (proche du quartier des Courtillières) également depuis 1979.

Tramway :
La ligne 3b du tramway d'Île-de-France aux stations situées dans la commune de Paris, à proximité immédiate de l'ouest de Pantin :
- Ella Fitzgerald - Grands Moulins de Pantin ;
- Delphine Seyrig.

Les stations de métro et de tramway Porte de la Villette et Porte de Pantin, situées géographiquement à Paris, desservent les quartiers les plus proches de Paris.
Bus :
14 lignes du réseau de bus RATP et cinq lignes du réseau nocturne Noctilien desservent la commune.

### Qualité de l'environnement

#### Qualité de l'air
En septembre 2016, sur un panel de 315 villes françaises, Pantin est déclarée la plus polluée avec un taux de particules fines de 22 microgrammes de particules fines par mètre cube en moyenne par an, selon un rapport publié par l'Organisation mondiale de la santé (OMS) en utilisant un nouveau modèle de qualité de l'air.
En 2016, l'OMS classe Pantin comme ville la plus polluée de France.
Afin de lutter contre cette pollution, en septembre 2021, la vitesse des véhicules est limitée à 30 km/h dans l'ensemble de la commune, à l'exception des anciennes RN 2 et RN 3, ainsi que de la RD 115, souhaite améliorer la sécurité des usagers de la route mais également réduire les nuisances sonores et la pollution, tout en favorisant l'évolution de la ville afin qu'elle soit adaptée aux besoins des piétons et des circulations douces.

## Toponymie
Le premier acte connu où le nom de Penthinum apparaît est un acte du XIe siècle, accordant le domaine de Pantin au prieuré Saint-Martin-des-Champs.
Pantin est mentionné sous les formes suivantes :
- Pentinus en 1082 ;
- Pantinum en 1119 ;
- Pentin en 1151-1157 ;
- Pantin en 1256 ;
- Panthino en 1352 ;
- Panthin en 1499 ;
- Penthin en 1520 ;
- Pentin en 1598.

## Histoire

### Préhistoire
Des traces archéologiques attestent de l'occupation du territoire de Pantin par des populations celtes à l'âge du bronze.

### Antiquité
Les Romains ayant aménagé une voie entre Lutèce et Trèves (ancêtre de la nationale 3), une occupation permanente du site est attestée au IIe siècle.

### Moyen Âge
La paroisse catholique pourrait être d'origine mérovingienne. Elle est créée à la suite de la visite de l'évêque d'Auxerre, le futur saint Germain, à qui elle est dédiée.[réf. nécessaire] Elle a pour annexe Le Pré-Saint-Gervais qui est le siège d'une collecte distincte.
Les premières acquisitions du prieuré Saint-Martin-des-Champs à Pantin sont attestées en 1082-1089.
Au XIIe siècle, selon Michel Roblin, des défrichements et des drainages ont été nécessaires pour pouvoir y établir un habitat important.
En 1197-1198, le prieur de Saint-Martin-des-Champs Robert accorde aux villageois une charte de franchises, en exemptant de toute imposition les terres précédemment données à champart.
En 1411, le village est mis à sac par les Armagnacs, lors de la guerre de Cent Ans et, en 1499, le fief de Pantin est loué par le prieuré au contrôleur du grenier à sel de Melun.

### Temps modernes
En 1563, le prieur de Saint-Martin vend la seigneurie de Pantin et du Pré-Saint-Gervais.
L’abbaye de Saint-Denis possède un péage sur le chemin de Pantin qu’elle afferme à partir du XVIIe siècle.
Sources
Au XVIIIe siècle, le village de Pantin attire de nombreuses personnalités, séduites par son « bon air ».
On connaît la présence de la société de Morville qui possédait un théâtre à Pantin dans les années 1730 : « Nous avions loué une maison et un théâtre à Pantin… M. de Caylus le dirigeait, M. d'Armenonville y jouait les premiers rôles. Nous y avons joué plusieurs comédies de M. de Coypel, qui n'ont pas vu le jour ».
Si aucun document ne permet pour le moment d’établir la présence de la danseuse Camargo, celle de Beaumarchais est en revanche bien attestée. Son mariage en 1768 avec une riche veuve lui procure des biens considérables sur Pantin : une douzaine de maisons louées aux villageois, de nombreux terrains ainsi qu’une splendide résidence de campagne revendue en mars 1774, située à la hauteur du 123 avenue Jean-Lolive.
Mais la plus célèbre de ces « stars » est la danseuse Guimard, dont la maison occupait l’actuelle école Charles-Auray. La ville de Pantin vient d’ailleurs de donner son nom à une petite rue près du canal. À proximité, son éternelle rivale Anne-Victoire Dervieux achète aussi une maison en 1776, d’ailleurs vite revendue et qui échoira ensuite à la femme du célèbre danseur Maximilien Gardel.
Le rôle de taille de 1783 dévoile la présence dans le village du musicien Rodolphe, l’ami de Mozart.
Quant à Étienne Méhul, il avait acheté en 1809 - sous le nom de sa tante - une petite propriété située près de l’église où il se livre à sa grande passion des fleurs (en particulier les tulipes).
En 1790, la commune perd la paroisse du Pré-Saint-Gervais qui obtient son autonomie. De 1790 à 1795 Pantin était un canton du district de Franciade.

#### Circonscriptions administratives d'Ancien Régime

##### Circonscriptions religieuses
- Paroisse : Pantin ;
- Doyenné : Chelles ;
- Archidiaconé : Paris ;
- Diocèse : Paris[19].

##### Circonscriptions administratives
- Intendance : Paris ;
- Élections : Paris ;
- Subdélégation : Saint-Denis ;
- Grenier à sel : Paris ;
- Coutume : Paris ;
- Parlement : Paris ;
- Bailliage : prévôté de Paris ;
- Gouvernement : Île-de-France[19].

### Révolution française et Empire

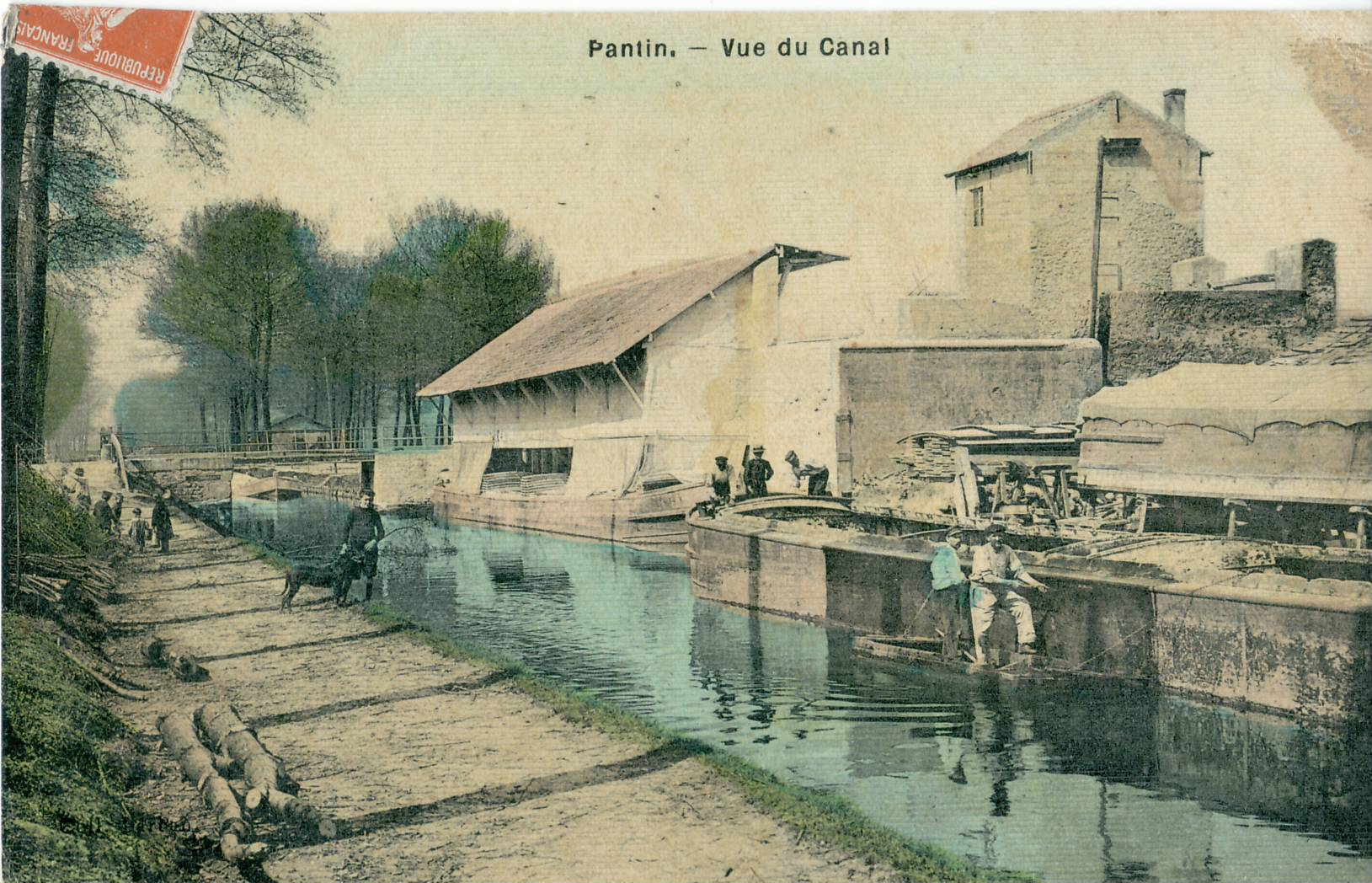
Le canal de l'Ourcq a contribué fortement à l'industrialisation de Pantin.

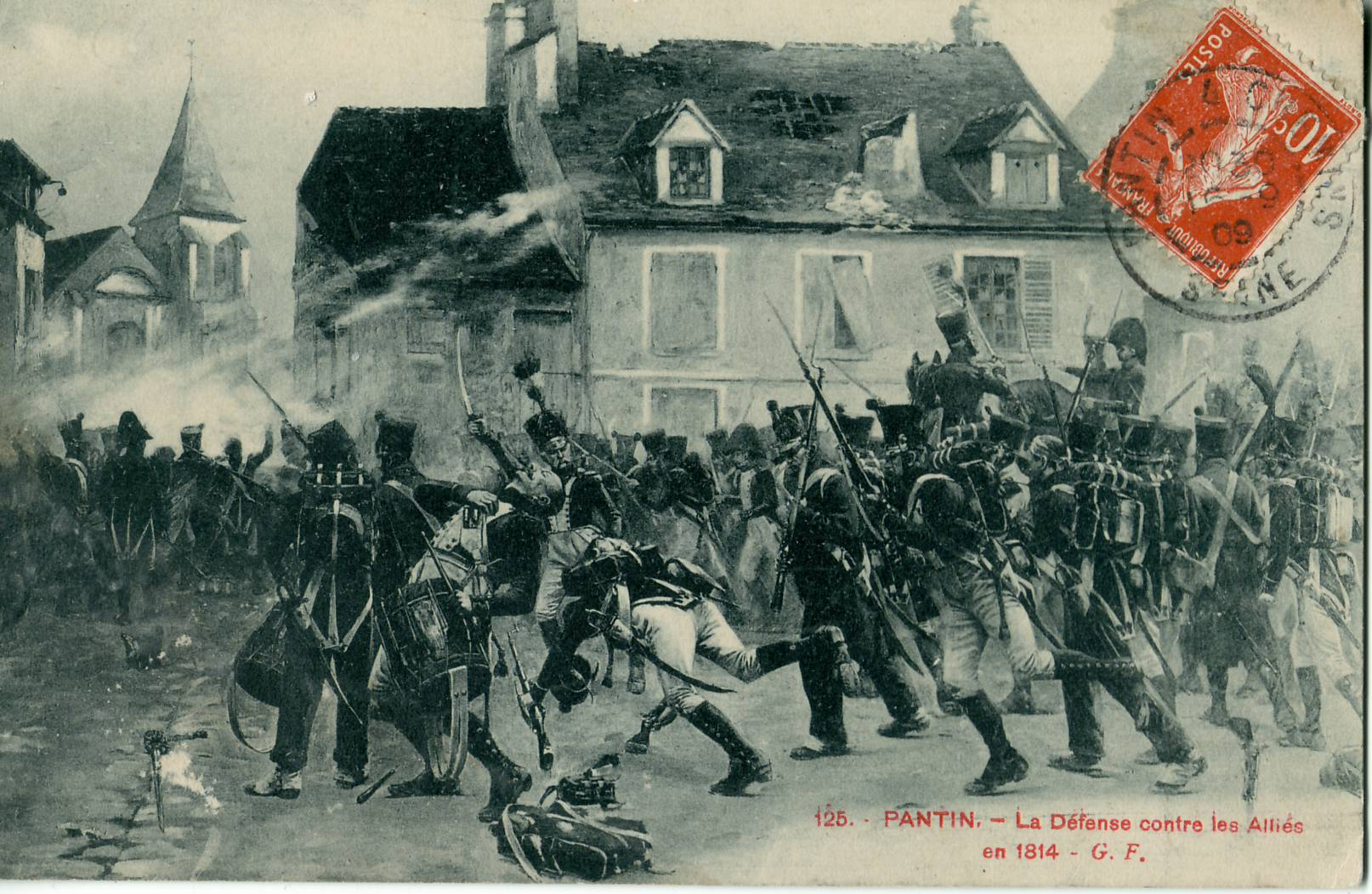
La défense contre les Alliés en 1814
Illustration par une carte postale du début du XXe siècle, peut-être d'après un tableau de l'époque.

Afin principalement d'alimenter Paris en eau salubre, la construction du canal de l'Ourcq est décidée par Bonaparte par le décret du 29 floréal an X (19 mai 1802) pour réaliser un canal de dérivation de la rivière de l'Ourcq, vers un bassin de la ville de Paris, situé près du village de la Villette, et sa première pierre est posée dès le 23 septembre 1803. L'infrastructure est mise en service en 1804, et assure également des fonctions de transport de fret, favorisant ensuite le développement industriel de ses abords.
En 1806, la garde impériale de Napoléon, à son retour de la bataille d'Austerlitz, campe dans la plaine de Pantin.
En 1808 le canal de l'Ourcq rompt une des berges et inonde la plaine.
Pantin est un des villages qui, dans la campagne de 1814, servit d'avant-poste à la garnison française de Paris, lors de la bataille de Paris. Le corps d'armée française commandé par le général Compans, fortifie à Pantin contre le général russe Ragefski et le prince de Wurtemberg. Les combats à Pantin sont d'une grande violence et l'armée russe essuie des pertes importantes, sans parvenir à capturer Pantin. De son côté, le maréchal de Marmont a également repoussé de Belleville les troupes russes, mais ce succès est de courte durée : de nouvelles troupes russes, prussiennes et wurtembergeoises se préparant à contre-attaquer. Barclay de Tolly, général en chef, s’avance avec 180 000 hommes contre 25 000 Français. Le général Compans défend de nouveau le village de Pantin, avant d'ordonner la retraite en direction des hauteurs de la ville. Ses troupes poursuivent le combat jusqu'à la capitulation de l'armée française, signée le 31 mars. Pantin est occupé pendant trois mois par les troupes anglo-écossaises qui pillent le village, dévasté par la bataille.
Le curé de Pantin, Jean-Baptiste-Auguste Ségault de Moncourt, est fusillé par les prussiens en 1814 , et inhumé au cimetière de Pantin.

### Époque contemporaine

#### LeXIXesiècle, l'époque des transformations
En 1826, l'ingénieur Henri Navier propose une ligne de chemin de fer de Paris à Strasbourg par Vitry-le-François et Nancy. Celle-ci est entérinée par la loi relative à l'établissement des grandes lignes de chemin de fer en France qui approuve l'Étoile de Legrand structurant les premières lignes françaises de chemin de fer. L'une d'elles est la ligne de Paris-Est à Mulhouse-Ville concédée en 1853 à la Compagnie du chemin de fer de Paris à Strasbourg. Celle-ci ouvre en 1864 la gare de Pantin, favorisant les déplacements des habitants et le développement économique de la commune.
La ville connaît fin 1869 une notoriété passagère à l'occasion d'un sinistre fait divers, l'affaire Troppmann.
En 1875, le canal de l'Ourcq et la ligne de chemin de fer divisent la ville en deux quartiers : le Village et les Quatre-Chemins. Ce dernier quartier est excentré, et les Pantinois de la Petite Prusse (nom que l'on donnait au quartier neuf, car il abritait une population majoritairement originaire d'Alsace-Lorraine) demandent la sécession. La demande d'érection en commune indépendante est refusée. Mais le maire écoute les demandes et tient ses engagements : un lieu de culte est construit au bord de la route de Flandre et un hôtel de ville est bâti près du canal, inauguré en 1886.
À la fin du XIXe siècle et au début du XXe siècle, la ville est desservie par plusieurs lignes de tramway, qui permettent la desserte des quartiers vers Paris, la gare de Pantin, Aubervilliers et Saint-Denis et évincent les anciens omnibus.

Pantin et les tramways
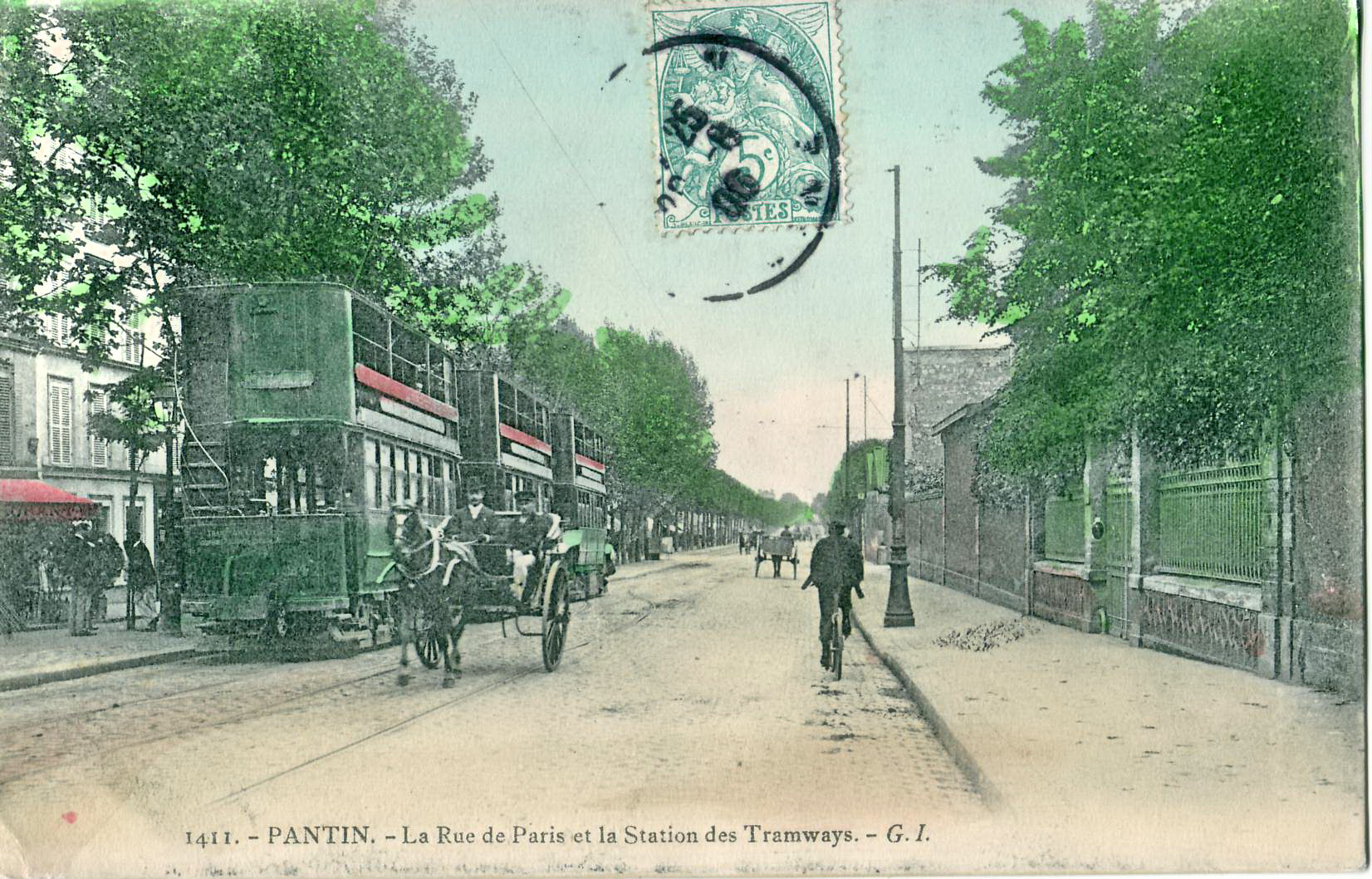
La station des tramways, au début du XXe siècle, sur la rue Jean Lolive (RN3)
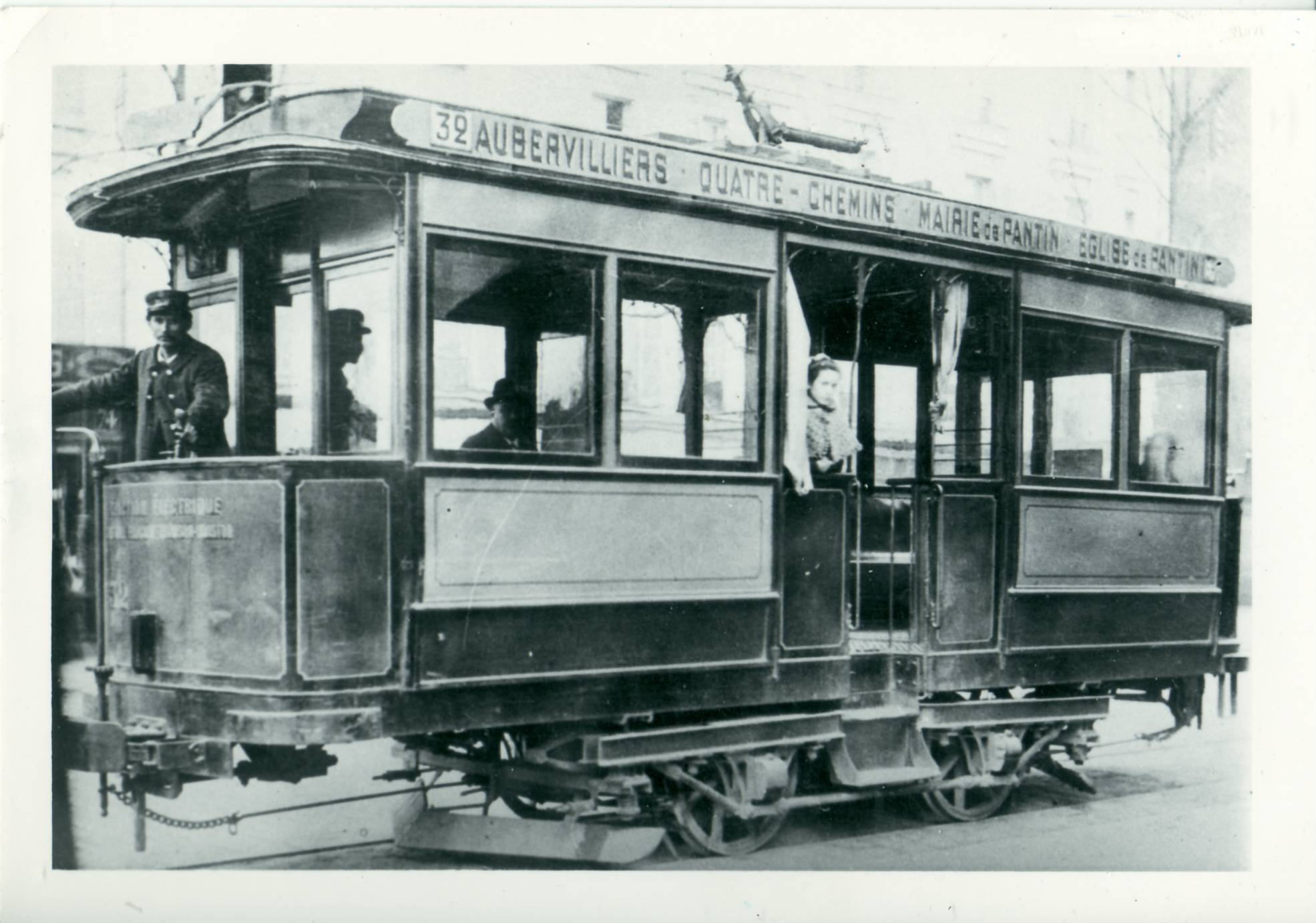
Tramway Aubervilliers - Église de Pantin de la TPDS
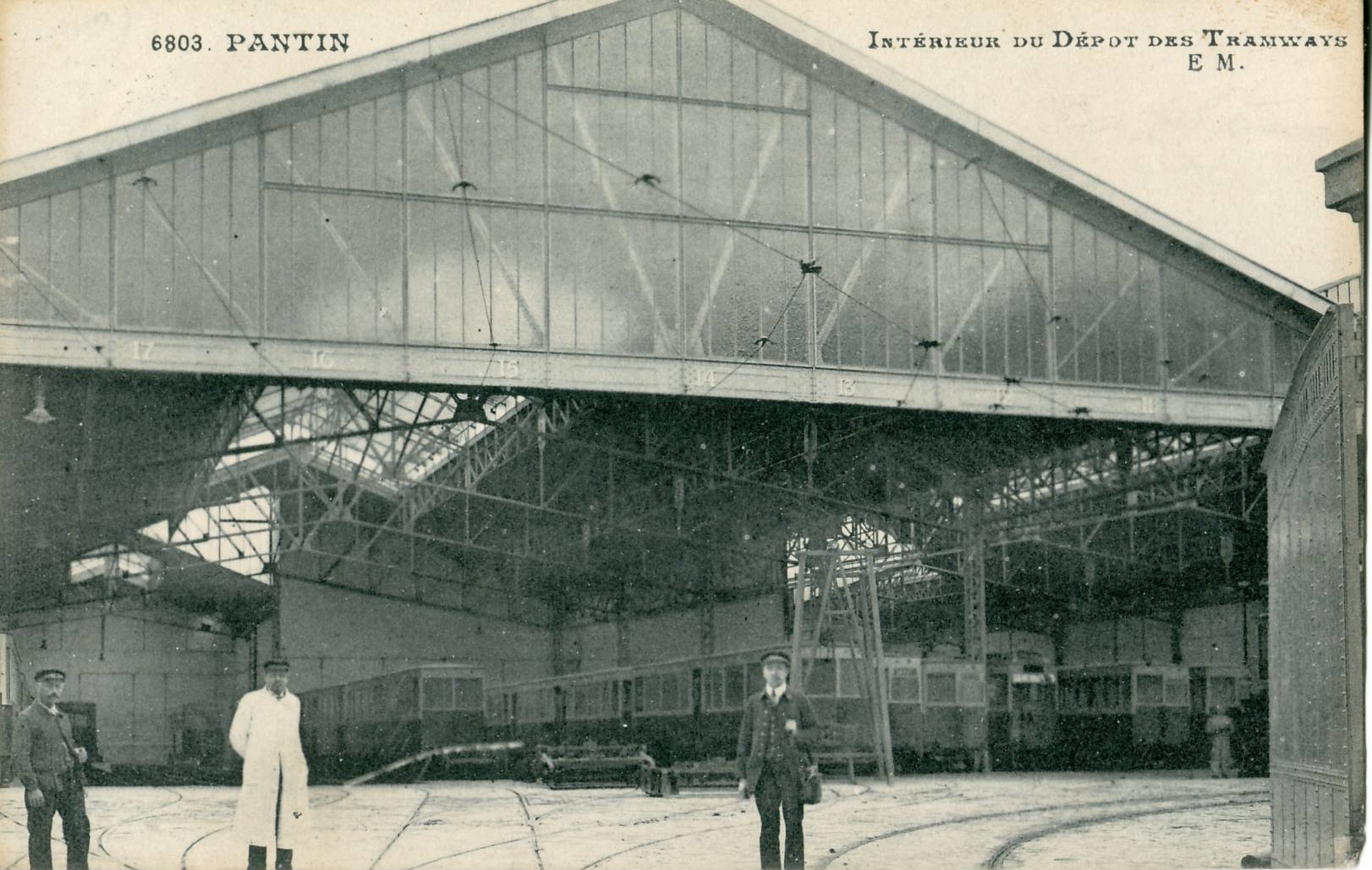
Le dépôt de Pantin de la compagnie des tramways de l'Est parisien, dans les années 1920

C'est dans l'ancienne usine d'allumettes qu'est découverte la pâte inoffensive au sesquisulfure de phosphore qui remplaça le dangereux phosphore blanc.

Pantin au tout début du XXe siècle
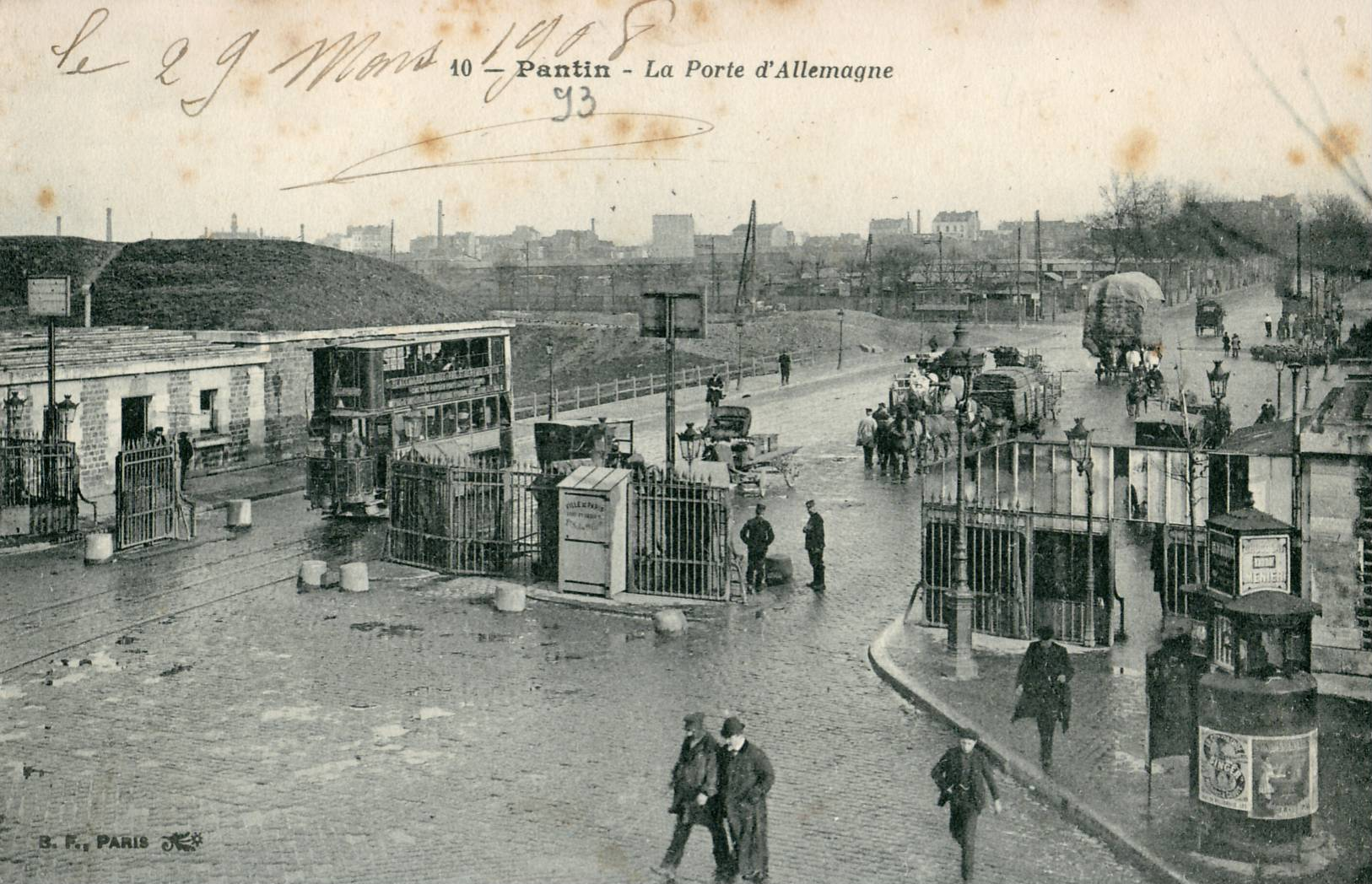
La porte de Pantin, au tout début du XXe siècle, avec ses fortifications et un tramway à impériale
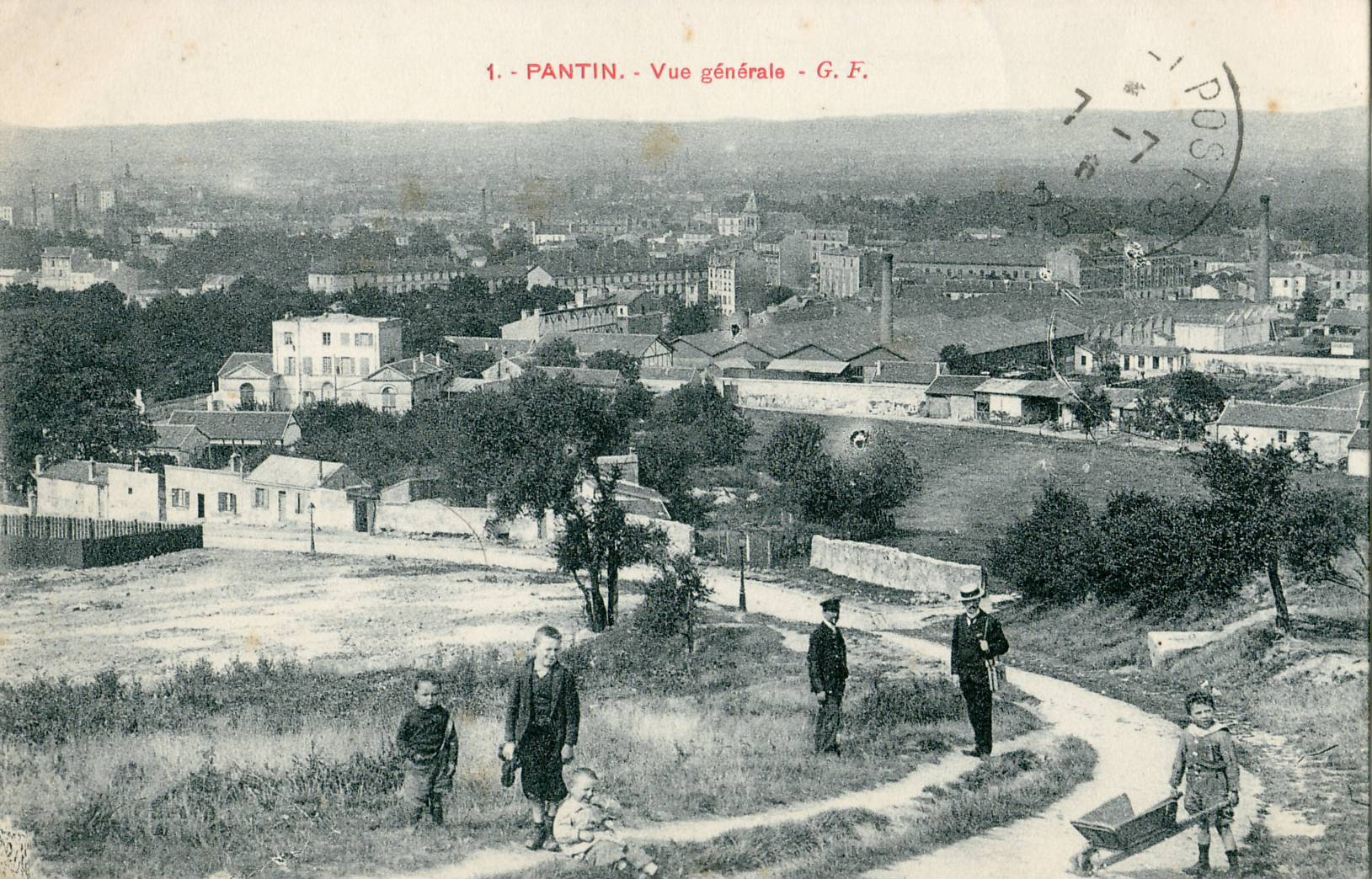
Pantin, au début du XXe siècle
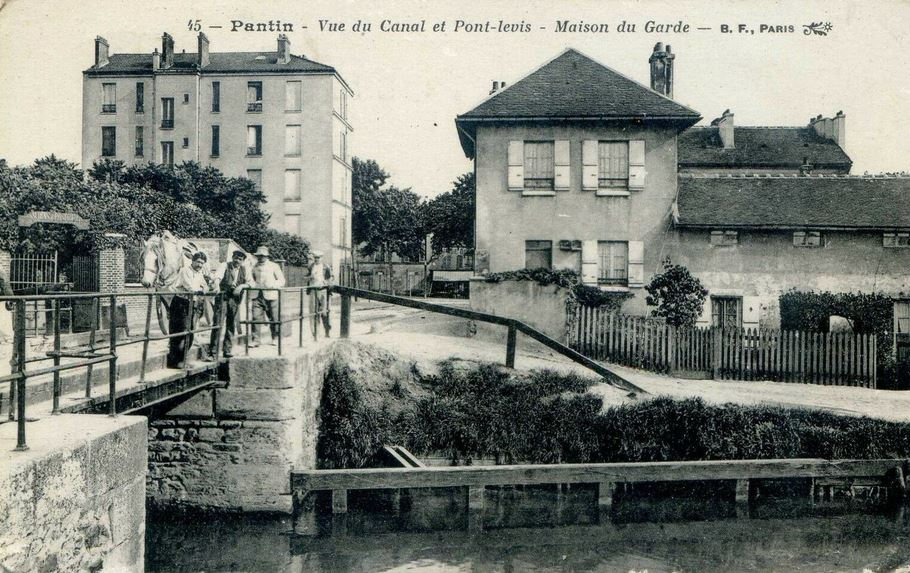
Pont levant sur le canal
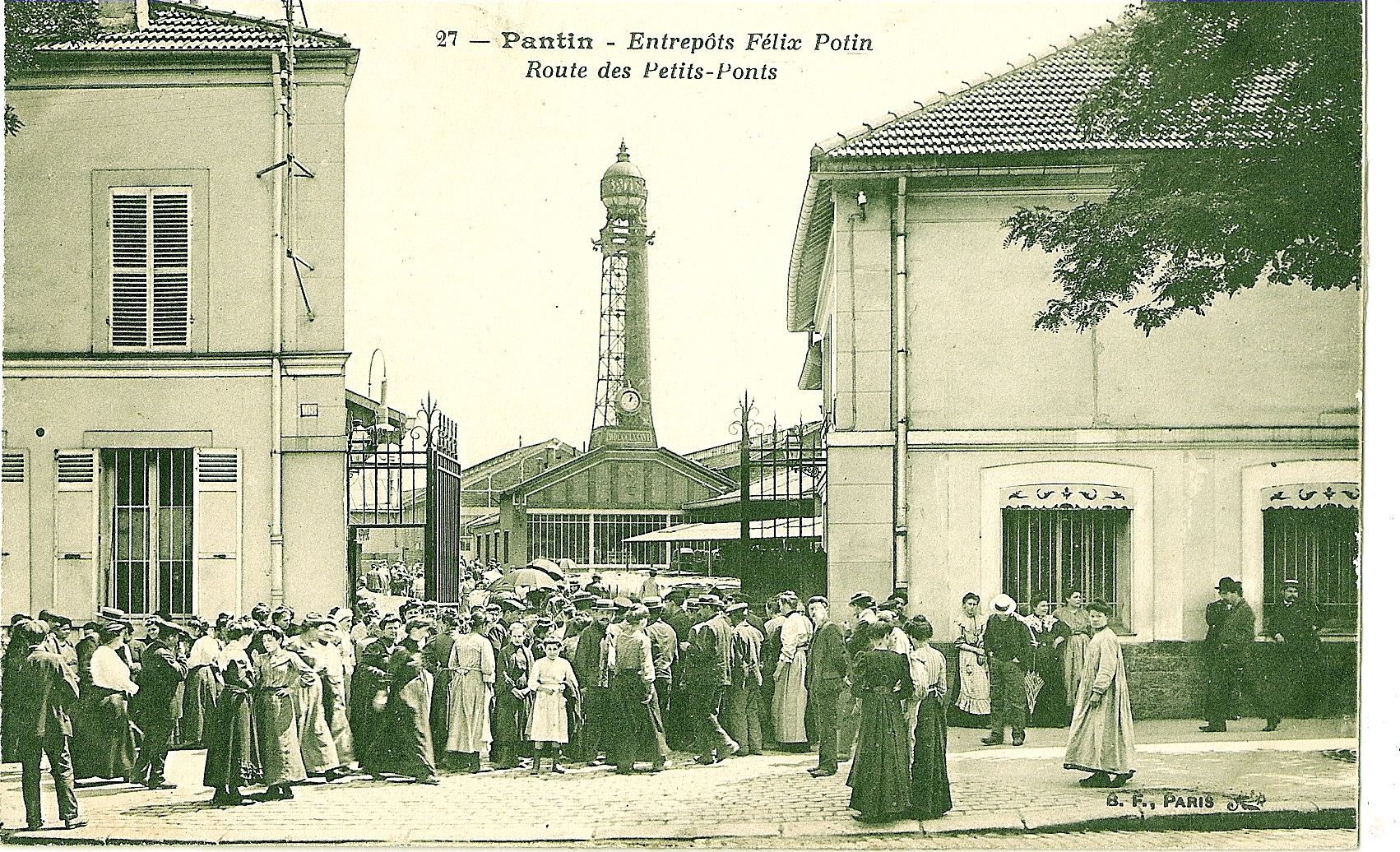
Comme de nombreuses autres entreprises, Félix Potin disposait, au début du XXe siècle, d'importants entrepôts à Pantin, embranchés sur le chemin de fer
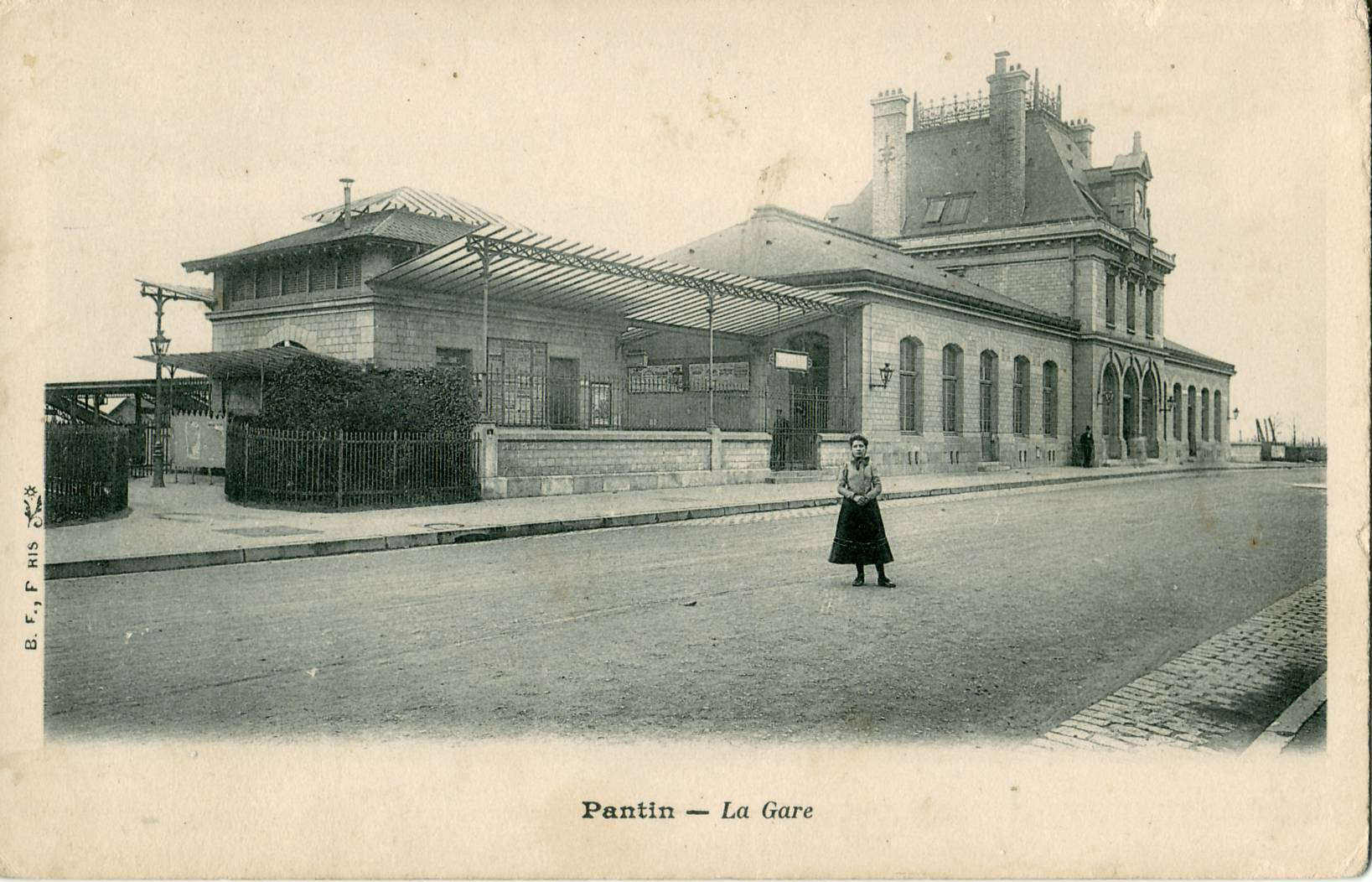
La gare de Pantin, au début du XXe siècle
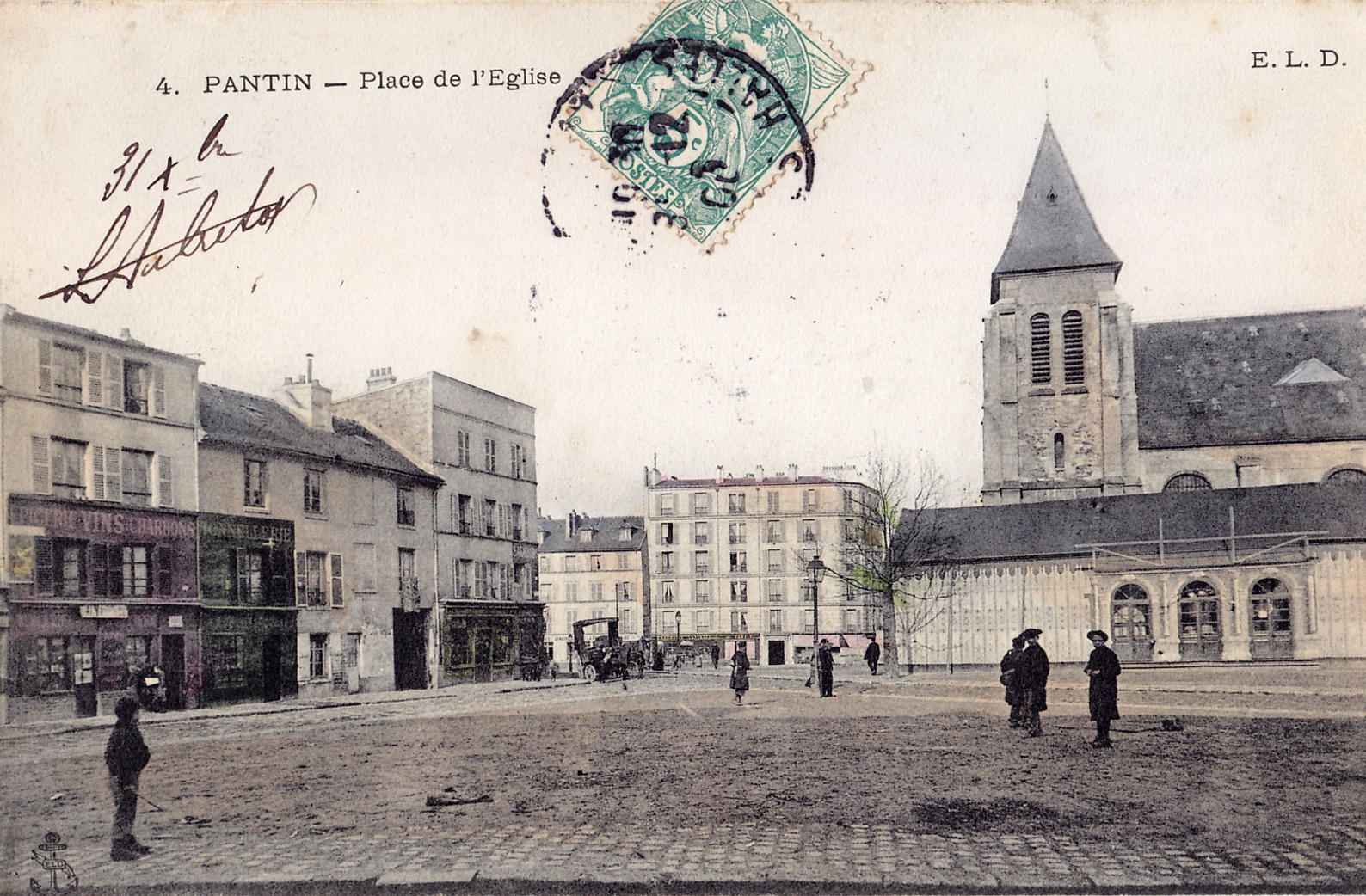
L'église Saint-Germain

#### De la Première à la Seconde Guerre mondiale

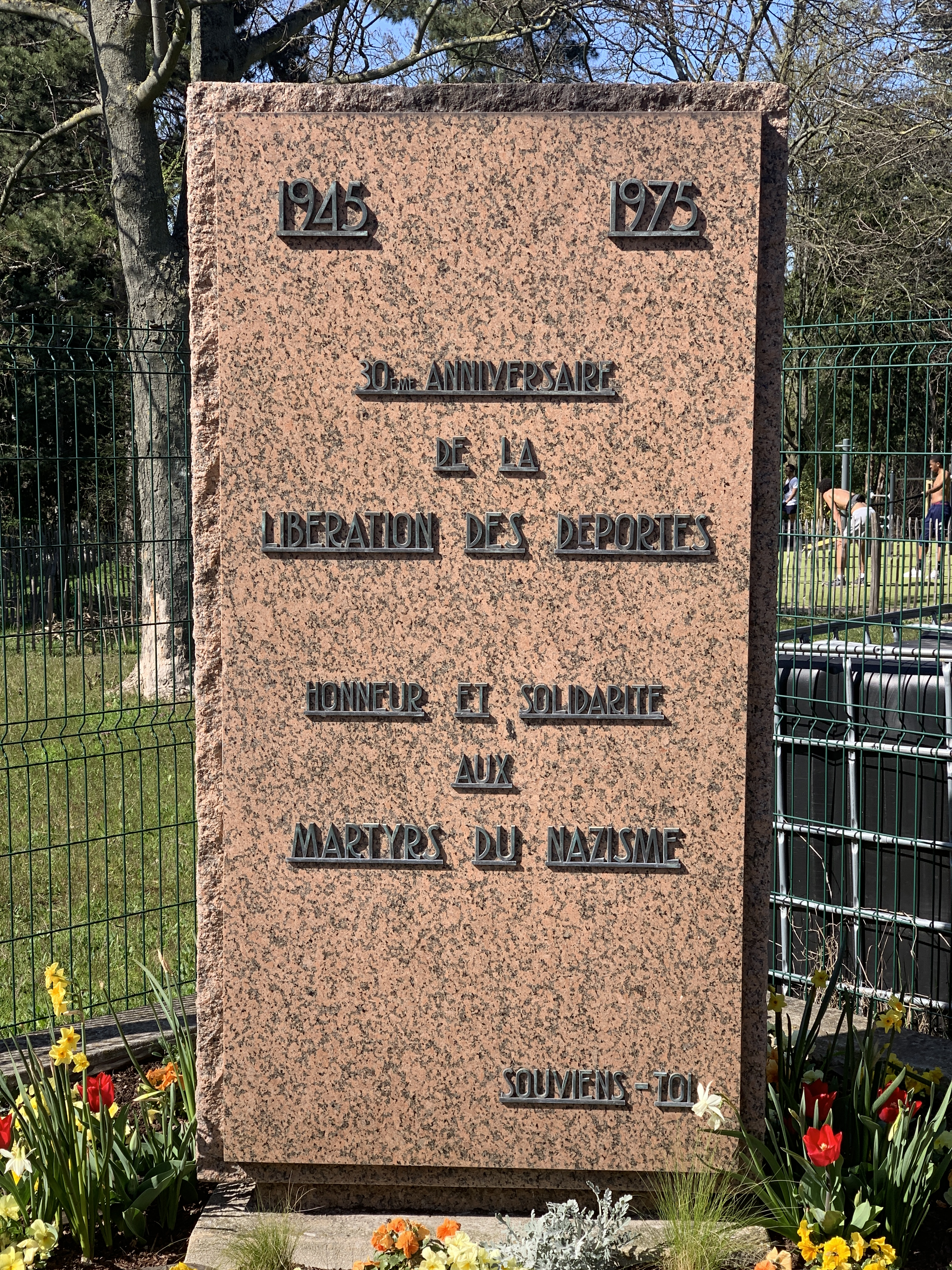
Stèle commémorative de la libératiion des Déportés.

Le 5 septembre 1914, des taxis parisiens réquisitionnés prennent en charge les unités d'infanterie à la gare de Pantin au fur et à mesure de leur débarquement des trains pour les transporter sur le front lors de la première bataille de la Marne.
La Coupe de France de football 1917-1918 est la première édition de la Coupe de France de football. La finale a opposé le 6 mai 1918 l'équipe du FC Lyon à celle de l'Olympique de Pantin au stade Olivier De Serres à Paris. Le match fut remporté par Pantin avec un score de trois buts à zéro.
La commune subit de graves destructions au cours de bombardements pendant la Seconde Guerre mondiale. Le 15 août 1944 est parti du quai aux bestiaux de la gare de Pantin le dernier convoi de déportés de la région parisienne, composé de 2 500 hommes et femmes sortis des prisons parisiennes et du Fort de Romainville. Les hommes seront immatriculés dans la série des 77 000 à Buchenwald, 80 % seront transférés au camp de Dora. Les femmes seront envoyées à Ravensbrück. 903 déportés de ce convoi décéderont dans les camps. La particularité de ce convoi est que 168 aviateurs alliés y sont intégrés : ils ne sont pas considérés comme prisonniers de guerre. Le 16 août, les déportés seront obligés d'évacuer leurs wagons à la hauteur de Nanteuil - Saacy. Le pont a été bombardé. Ils vont à pied jusqu’à la gare de Nanteuil. Il y eut des évasions qui se sont soldées par des exécutions.

#### L'industrie à Pantin auXXesiècle

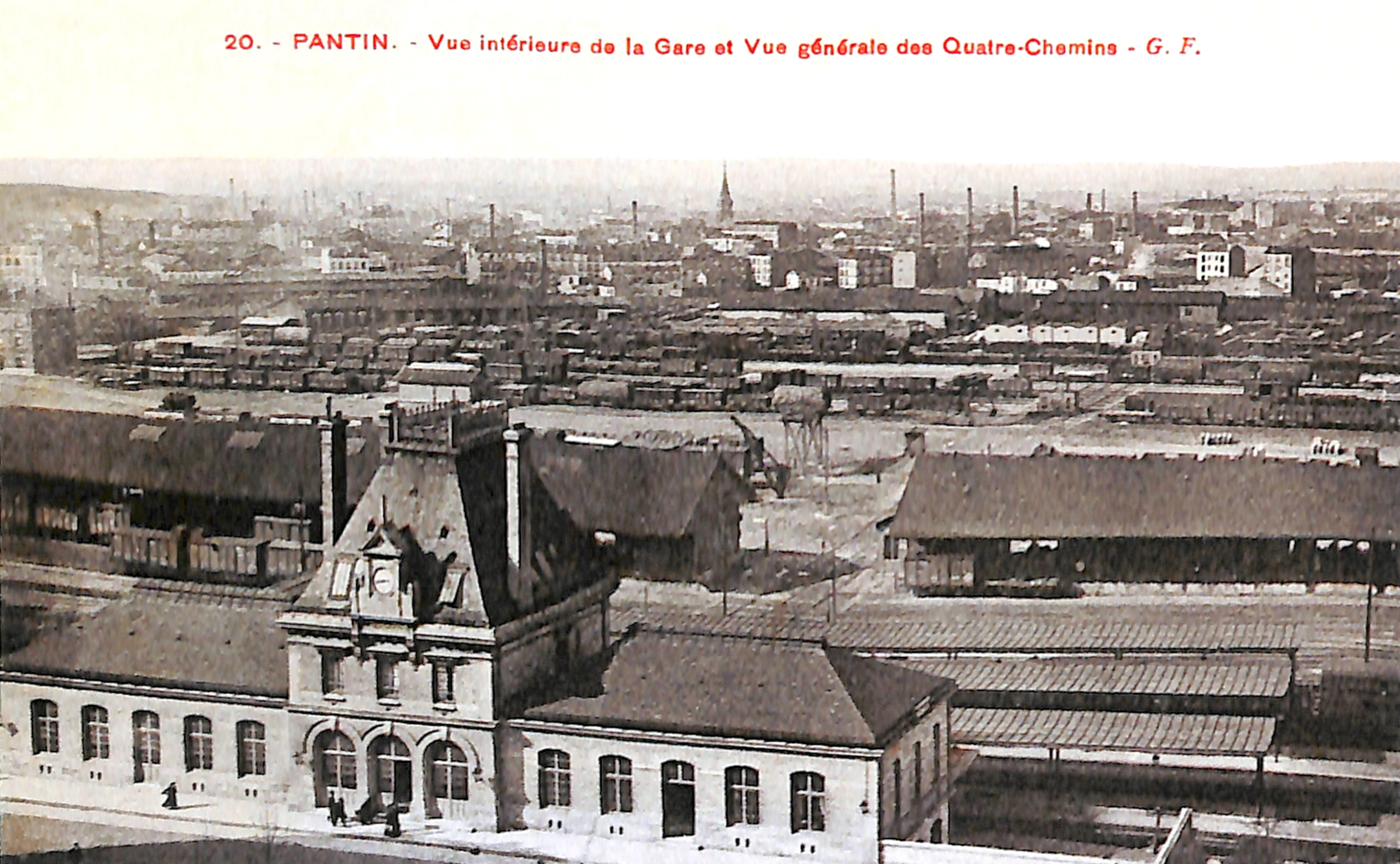
La gare de Pantin et le quartier industriel des Quatre-Chemins, au début du XXe siècle.

Après avoir remporté la course de la côte d'Argenteuil sur une bicyclette à moteur SICAM, firme dont il était un des chefs de fabrication et un des pilotes en avril 1921, Charles Benoît crée en 1923, avec Abel Bardin, qui avait été directeur commercial de la même SICAM, les ateliers de la Motobécane, qui créent leur usine rue Beaurepaire. Leur premier modèle, la « 175 », atteint 50 km/h et son succès est tel qu'on imagine une version « dames et ecclésiastiques », à cadre ouvert pour faciliter l'utilisation de l'engin aux personnes portant jupes, robes ou autres soutanes. Leur gamme s'étoffe ensuite avec la commercialisation de la Motoconfort MC1 de 308 cm3.
En 1923 également, Eugène Haug reconstruit les Grands Moulins de Pantin, une minoterie industrielle bâtie dans un style alsacien sur le même modèle que les Grands Moulins de Paris et ceux de Corbeil.
Le 4 octobre 1944, un missile balistique V2 s'écrase sur Pantin.

#### L’après-guerre
La ligne 5 du métro de Paris est prolongée de la gare du Nord à l'église de Pantin en 1942. Cette station est jusqu'en 1985 le terminus de la ligne. De ce fait, une importante gare routière est installée devant l'église, où de nombreux bus de la banlieue avaient et ont encore leur terminus.
En 1959 commence la construction des Courtillières, conçues par Émile Aillaud. Composé de 1 500 logements répartis en un long immeuble et en deux plus petits qui « serpentent » autour d'un parc de 4 ha, c'est l'un des premiers « grands ensembles » de la région parisienne. Au moment de sa construction, il était considéré comme le plus long bâtiment d'Europe[réf. nécessaire].
Des édifices publics sont venus compléter ce qui n'était au début qu'une cité d'habitation : mairie annexe, crèches, établissements d'enseignement, gymnases, maison de quartier, bibliothèque, centre de santé ont été construits.
Quarante ans après son inauguration, la cité est très dégradée, longtemps laissée à l'abandon par son gestionnaire et propriétaire, la Société d'économie mixte propriété de la ville de Paris (SEMIDEP). La population de Pantin en pleine croissance s'ouvre massivement à l'immigration extra-européenne à partir des années 1970[réf. nécessaire].

#### LeXXIesiècle
Après que l'OPHLM de Pantin est devenue propriétaire de la cité, la municipalité lance en 2001 un grand projet de réhabilitation du quartier. D'un montant estimé à 200 millions d'euros (en partie financés par l'Agence nationale pour la rénovation urbaine), le projet consiste principalement en une requalification urbaine du quartier, requalification qui prévoit la destruction d'une partie des bâtiments et la rénovation des parties restantes.
Le chantier, déjà engagé, a été gelé en mai 2006 par le ministère de la Culture et le ministère du Logement et de la Ville du fait d'une demande de classement aux monuments historiques. Les inspecteurs des Monuments historiques ayant préconisé en avril 2007 la sauvegarde des bâtiments ; le projet est actuellement bloqué et reste dans l'attente d'une décision définitive sur la nature du classement, décision rendue difficile de par l'état d'avancement des travaux et l'opposition de la municipalité soutenue par la population,.

## Politique et administration
En 1867 est créée la commune des Lilas, par démembrement notamment du territoire de Pantin.

### Rattachements administratifs et électoraux
Rattachements administratifs
Antérieurement à la loi du 10 juillet 1964, la commune faisait partie du département de la Seine. La réorganisation de la région parisienne en 1964 fit que la commune appartient désormais au département de la Seine-Saint-Denis et à son arrondissement de Bobigny après un transfert administratif effectif au 1er janvier 1968.
Elle était de 1793 à 1967 le chef-lieu du canton de Pantin de la Seine. Lors de la mise en place de la Seine-Saint-Denis, elle est divisée entre les cantons de Pantin et de Pré-Saint-Gervais, puis intervient en 1976 un nouveau découpage cantonal qui scinde la commune entre les cantons de Pantin-Est et de Pantin-Ouest. Dans le cadre du redécoupage cantonal de 2014 en France, cette circonscription administrative territoriale a disparu, et le canton n'est plus qu'une circonscription électorale.
Rattachements électoraux
Pour les élections départementales, la commune est depuis 2014 le bureau centralisateurdu canton de Pantin
Pour l'élection des députés, elle fait partie de la sixième circonscription de la Seine-Saint-Denis.

### Intercommunalité
À la suite des élections municipales de 2008, les villes de Bagnolet, Bobigny, Bondy, Les Lilas, Montreuil, Noisy-le-Sec, Le Pré-Saint-Gervais, Pantin et Romainville ont entamé des réflexions en vue de la création d'une communauté d'agglomération. Celle-ci, dénommée communauté d'agglomération Est Ensemble a été créée au 1er janvier 2010.
Dans le cadre de la mise en œuvre de la volonté gouvernementale de favoriser le développement du centre de l'agglomération parisienne comme pôle mondial est créée, le 1er janvier 2016, la métropole du Grand Paris (MGP), à laquelle la commune a été intégrée.
La loi portant nouvelle organisation territoriale de la République du 7 août 2015 (loi NOTRe) prévoit également la création le 1er janvier 2016 d'établissements publics territoriaux (EPT), qui regroupent l'ensemble des communes de la métropole à l'exception de Paris, et assurent des fonctions de proximité en matière de politique de la ville, d'équipements culturels, socioculturels, socio-éducatifs et sportifs, d'eau et assainissement, de gestion des déchets ménagers et d'action sociale, et exerçant également les compétences que les communes avaient transférées aux intercommunalités supprimées
La commune fait donc partie depuis le 1er janvier 2016 de l'établissement public territorial Est Ensemble, créé par un décret du 11 décembre 2016 et qui regroupe l'ensemble des communes qui faisaient partie de l'ancienne communauté d'agglomération..

### Tendances politiques et résultats
Lors du premier tour des élections municipales de 2014, la liste PS menée par le maire sortant Bertrand Kern obtient la majorité absolue des suffrages exprimés, avec 5 462 voix (50,53 %, 35 conseillers municipaux élus dont 9 communautaires), devançant largement les listes menées respectivement par :

- Geoffrey Carvalhinho (UMP-UDI, 2 254 voix, 20,85 %, 4 conseillers municipaux élus dont 1 communautaire) ;

- Jean-Pierre Henry (FG, 1 419 voix, 13,12 %, 3 conseillers municipaux élus dont 1 communautaire) ;

- Nadia Azoug (EELV, 1 354 voix, 12,52 %,	3 conseillers municipaux élus) ;

- Armonia Bordes (LO, 319 voix, 2,95 %, pas d'élus).

Lors de ce scrutin, 53,71 % des électeurs se sont abstenus.
Lors du premier tour des élections municipales de 2020, la liste PS - EÉLV - PRG - GRS - PP menée par le maire sortant Bertrand Kern remporte la majorité absolue des suffrages exprimés, avec 5 110 voix (57,60 %, 37 conseillers municipaux élus dont 1 métropolitain), devançant très largement les listes menées respectivement par, :

- Nadège Abomangoli (LFI - G·s - PCF, 1 669 voix, 18,81 %, 4 conseillers municipaux élus) ;

- Geoffrey Carvalhinho (LR - UDI - LREM - SL , 1 322 voix, 14,90 %, 3 conseillers municipaux élus) ;

- Olivier Enjalbert (DVG,	499 voix,	5,62 %, 1 conseiller municipal élu) ;

- Nathalie Arthaud (LO, 271 voix	3,05 %, pas d'élus).

Lors de ce scrutin marqué par la pandémie de Covid-19 en France, 64,05 % des électeurs se sont abstenus.

### Liste des maires
| Période                                  | Période                   | Identité                              | Étiquette                                                                               | Qualité |
| ---------------------------------------- | ------------------------- | ------------------------------------- | --------------------------------------------------------------------------------------- | --- |
| Les données manquantes sont à compléter. |                           |                                       |                                                                                         | |
| 1790                                     | 1791                      | Charles François Tiphaine             |                                                                                         | |
| 1792                                     | 1793                      | Cozette                               |                                                                                         | |
| 1793                                     | 1794                      | Nicolas André Deroy                   |                                                                                         | |
| 1794                                     | ?                         | François Rouiller                     |                                                                                         | |
| 1800                                     | 1806                      | Nicolas André (?) Deroy               |                                                                                         | |
| 1806                                     | 1812                      | François Rouiller                     |                                                                                         | |
| 1812                                     | 1825                      | François Joseph Gorneau               |                                                                                         | |
| 1826                                     | 1830                      | Ferdinand Lefevre                     |                                                                                         | |
| 1830                                     | 1831                      | Duchesne                              |                                                                                         | |
| 1831                                     | 1835                      | Benoit Antoine Bonnefons De La Vialle |                                                                                         | |
| 1835                                     | 1836                      | Ferdinand Lefevre                     |                                                                                         | Décédé le 14 août 1836 |
| 1836                                     | 1850                      | Jean Claude Henri Narjot              |                                                                                         | |
| 1852                                     | 1859                      | Charles Étienne Auger                 |                                                                                         | |
| 1859                                     | 1870                      | Charles Étienne Courtois              |                                                                                         | |
| 1870                                     | 1875                      | Simon Clovis Delizy                   |                                                                                         | |
| 1876                                     | 1881                      | Eugène Jean-Baptiste Varenne          |                                                                                         | |
| 1881                                     | 1885                      | Ovide Appolinaire Pétigny             |                                                                                         | Conseil municipal dissout à la suite de sa mésentatente |
| 1885                                     | 1896                      | Joseph Albert Pellat,                 | Républicain                                                                             | Médecin à la manufacture des tabacs |
| 1896                                     | 1919                      | Charles Marie Victorien David         | Rad.                                                                                    | Industriel fabricant de wagons, usine Desouches, David et Cie |
| 1919                                     | 1938                      | Charles Auray                         | SFIO (1919-1920) SFIC (1920-1923) USC (1923-1924) SFIO (1924-1933) PSdF-USR (1933-1938) | Comptable, puis permanent du GODF Conseiller général de Pantin (1935 → 1938) Député de la Seine (1924 → 1927) Sénateur de la Seine (1927 → 1938) Décédé en fonction |
| 1938                                     | 1944                      | Henri Labeyrie                        | SFIO                                                                                    | Préposé à la Manufacture de tabacs de Pantin Maintenu maire par le Gouvernement de Vichy |
| 1944                                     | octobre 1944              | Charles Bertrand                      | PCF                                                                                     | |
| octobre 1944                             | 1947                      | Paulin Cornet,                        | Front national de la Résistance                                                         | Employé des chemins de fer de l’Est Président du Comité local de Libération puis élu maire en avril 1945 |
| 1947                                     | 1949                      | André Faizas,                         | SFIO                                                                                    | Commerçant Conseil municipal dissout à la suite de la division de la coalition anti-communiste |
| 1949                                     | 1953                      | Marcel Eugène Leclerc                 | RPF                                                                                     | Négociant en huile et graines industrielles |
| 1953                                     | 1959                      | Louis Collaveri                       | SFIO                                                                                    | Journalier puis employé d'octroi Conseiller général de Pantin (1929 → 1935) |
| 1959                                     | 1968                      | Jean Lolive,                          | PCF                                                                                     | Maçon, briquetier, cimentier, résistant-déporté Député de la Seine puis de la Seine-Saint-Denis (1958 → 1968) Décédé en fonction |
| 1968                                     | 1977                      | Fernand Lainat                        | PCF                                                                                     | Machiniste receveur au dépôt RATP de Flandre à Pantin Secrétaire syndical CGT Secrétaire PCF de la section de Pantin |
| 1977                                     | 2001                      | Jacques Isabet,                       | PCF                                                                                     | Ajusteur mécanicien RATP puis permanent du PCF Conseiller général de Pantin-Ouest (1976 → 1985) |
| 2001,                                    | En cours (au 11 mai 2023) | Bertrand Kern                         | PS                                                                                      | Cadre bancaire, assistant parlementaire de Claude Bartolone puis avocat Conseiller général de Pantin-Ouest (1998 → 2015) Conseiller départemental de Pantin (2015 →2021) Député de la Seine-Saint-Denis (1998 → 2002) Président de la CA Est Ensemble (2010 → 2012) Réélu pour le mandat 2020-2026, |

### Jumelages
- Scandicci (Italie) depuis 1969, une rue Scandicci existe dans la commune.
- District Mechtchanski, Moscou (Russie) depuis le 23 mai 1966.

## Équipements et services publics

### Enseignement
- lycée général et technologique Marcelin-Berthelot
- lycée professionnel Simone-Weil
- lycée technologique et professionnel Lucie-Aubrac
- CFA régional des Compagnons du Devoir et du Tour de France
- collège Jean-Jaurès
- collège Jean-Lolive
- collège Irène-et-Frédéric-Joliot-Curie
- collège Lavoisier
- collège privé Saint-Joseph
- école élémentaire Joséphine-Baker
- école élémentaire Charles-Auray
- école élémentaire Édouard-Vaillant
- école élémentaire Henri-Wallon
- école élémentaire Jean-Jaurès
- école élémentaire Jean-Lolive
- école élémentaire Joliot-Curie
- école élémentaire Saint-Joseph
- école élémentaire Louis-Aragon
- école élémentaire Marcel-Cachin
- école élémentaire Paul-Langevin
- école élémentaire Sadi-Carnot
- école élémentaire Plein-Air (école spécialisée)
- école élémentaire Antoine-de Saint-Exupéry (septembre 2010)
- école maternelle Georges-Brassens
- école maternelle Jean-Lolive
- école maternelle Jacqueline-Quatremaire
- école maternelle Jean-Jaurès
- école maternelle Diderot
- école maternelle La Marine
- école maternelle Liberté
- école maternelle Eugénie-Cotton
- école maternelle Joliot-Curie
- école maternelle Hélène-Cochennec
- école maternelle Méhul
- école maternelle Saint-Exupéry

### Culture

#### Équipements culturels
- Ciné 104, cinéma municipal récemment agrandi à 3 salles et qui reçoit notamment le Festival Côté court.
- Centre national de la danse[Note 6] dans un des plus beaux exemples de l'architecture fer et béton bordant le canal.
- École nationale de musique.
- Le Centre international de l'automobile dans l'ancienne manufacture Motobécane en 1989 est aujourd'hui fermé.
- Théâtre du Fil de l'eau
- Salle Jacques-Brel
- Bibliothèques Elsa-Triolet, Jules-Verne, Romain-Rolland
- Ludothèque municipale (située au cœur de "l'îlot 27")
- La Dynamo de Banlieues Bleues (salle de jazz)
- Festival des arbres de Noël (direction artistique Jean-Luc François)
- Maison Revel - Pôle Pantin Métiers d'art.
- CRD - Conservatoire à rayonnement départemental.
- le Centre national édition art image, de 2017 à 2021, dans le bâtiment rénové des Magasins Généraux.
- Les Sheds, centre d'art contemporain municipal.
- le Centre national des arts plastiques doit s'y installer en 2024.

## Population et société

### Démographie
L'évolution du nombre d'habitants est connue à travers les recensements de la population effectués dans la commune depuis 1793. Pour les communes de plus de 10 000 habitants les recensements ont lieu chaque année à la suite d'une enquête par sondage auprès d'un échantillon d'adresses représentant 8 % de leurs logements, contrairement aux autres communes qui ont un recensement réel tous les cinq ans,.

En 2022, la commune comptait 60 954 habitants, en évolution de +10,14 % par rapport à 2016 (Seine-Saint-Denis : +4,67 %, France hors Mayotte : +2,11 %).
| 1793  | 1800 | 1806  | 1821  | 1831  | 1836  | 1841  | 1846  | 1851  |
| ----- | ---- | ----- | ----- | ----- | ----- | ----- | ----- | ----- |
| 1 172 | 926  | 1 154 | 1 020 | 1 871 | 1 906 | 2 323 | 3 047 | 2 657 |

| 1856  | 1861  | 1866  | 1872   | 1876   | 1881   | 1886   | 1891   | 1896   |
| ----- | ----- | ----- | ------ | ------ | ------ | ------ | ------ | ------ |
| 3 909 | 4 842 | 8 563 | 12 337 | 13 665 | 17 857 | 19 170 | 21 847 | 25 586 |

| 1901   | 1906   | 1911   | 1921   | 1926   | 1931   | 1936   | 1946   | 1954   |
| ------ | ------ | ------ | ------ | ------ | ------ | ------ | ------ | ------ |
| 29 716 | 32 696 | 36 359 | 38 975 | 39 189 | 37 260 | 37 716 | 36 242 | 36 963 |

| 1962   | 1968   | 1975   | 1982   | 1990   | 1999   | 2006   | 2011   | 2016   |
| ------ | ------ | ------ | ------ | ------ | ------ | ------ | ------ | ------ |
| 46 292 | 47 607 | 42 739 | 43 553 | 47 303 | 49 919 | 53 577 | 53 797 | 55 342 |

| 2021   | 2022   | - | - | - | - | - | - | - |
| ------ | ------ | - | - | - | - | - | - | - |
| 60 800 | 60 954 | - | - | - | - | - | - | - |

#### Vie associative
- Association Quatre Chemins Évolution - Accompagne et aide les jeunes à s’insérer socialement et professionnellement. À travers la citoyenneté, le soutien scolaire et l'orientation, le coaching professionnel et l’organisation d’activités sportives et artistiques.
- Association de Quartier Tipeu Tinpan - Ateliers artistiques : arts plastiques, marionnettes, peinture, dessin. Ateliers thématiques : rencontres d'habitants, travail sur la mémoire et la découverte du quartier et de la ville, jeux de société.
- Cercle Pierre Mendes France - Réflexion et action politique Radical de Gauche.
- Événement-Ciel - Diffusion du savoir scientifique et technique au travers de la pratique de l'astronomie. Organiser des manifestations publiques de sensibilisation et de découverte à vocation scientifique et culturelle.
- Maison des Arts et des Sciences informatiques - Apprendre l'informatique en s'amusant : origami, travaux manuels, jeux et magie, mythologie. Aide à tout projet multimédia : diaporama photos, montage vidéo, développement de logiciels, interface de navigation, site web, etc.
- Orchestre Divertimento, orchestre composé de jeunes musiciens.
- Orchestre d'harmonie de Pantin Orchestre d'harmonie classé en division d'honneur de la CMF, fondé en 1881.
- Association Pantin Patrimoine
- Association 9.7 Degrés, orchestre de rue : promotion de la culture carnavalesque antillaise
- Association AIDES : lutte contre le VIH et les hépatites virales, fondée en 1984. Il s'agit d'une association nationale dont le siège social est situé à Pantin.

### Cultes

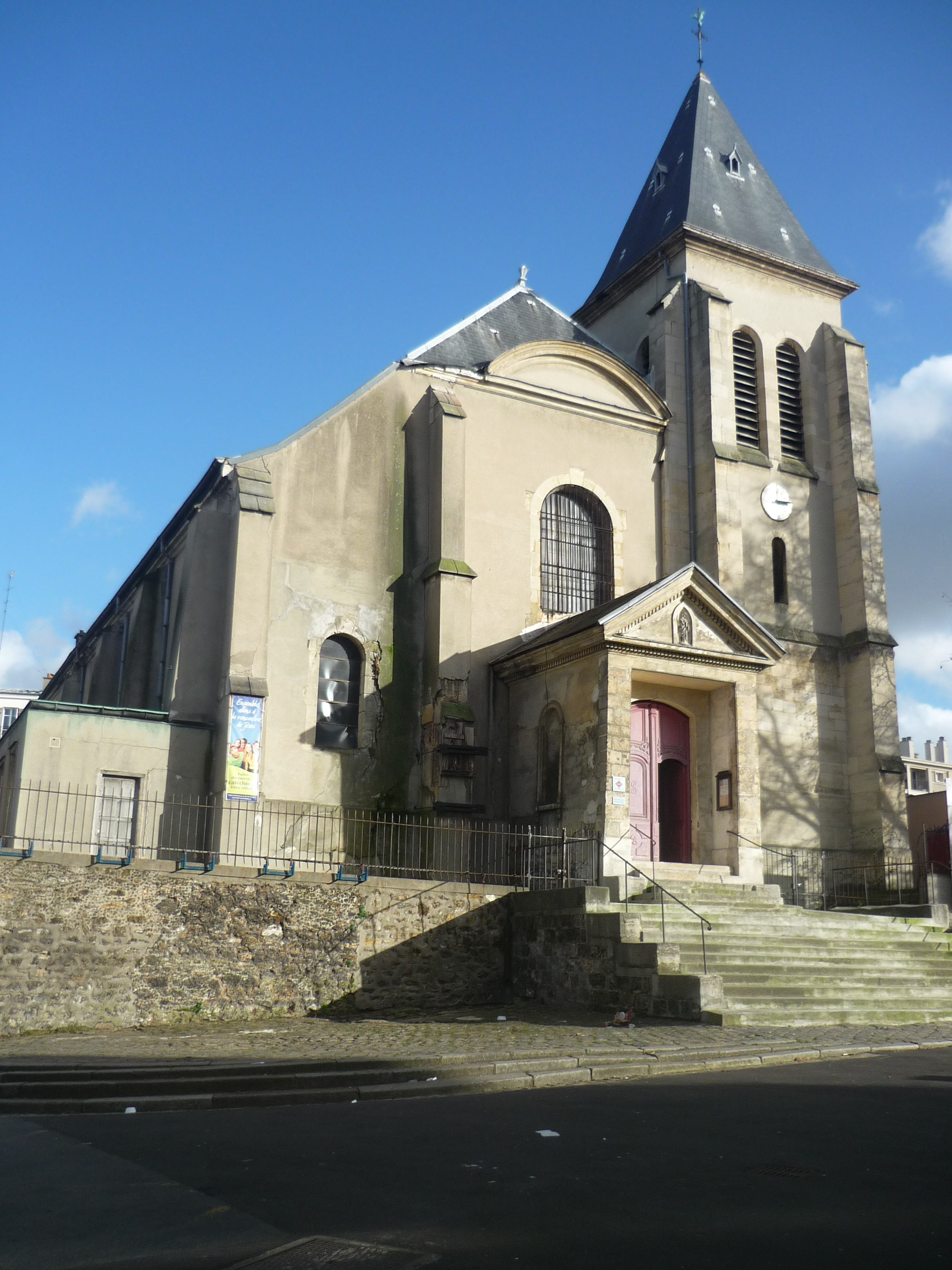
Église Saint-Germain

- Église Saint-Germain de Pantin, paroisse catholique,
- Église Sainte-Marthe des Quatre-Chemins, catholique,
- Paroisse de l'Église réformée de France, appartenant à la Fédération protestante de France,
- Paroisse orthodoxe macédonienne de l'Église orthodoxe macédonienne,
- Grande mosquée de Pantin Al Islâh,
- Mosquée Hamza,
- Mosquée comorienne,
- Oratoire de Padre Pio[53],
- La construction d'une grande mosquée dans le quartier des Courtillières, regroupant cinq associations cultuelles, commence en 2020[54]

## Économie

### Revenus de la population et fiscalité
En 2010, le revenu fiscal médian par ménage était de 24 455 €, ce qui plaçait Pantin au 24 090e rang parmi les 31 525 communes de plus de 39 ménages en métropole. Ce chiffre est inférieur à la moyenne départementale de Seine-Saint-Denis (26 994 €).

### Emploi
Le taux de chômage, en 2014, pour la commune s'élève à 19,1 %, un chiffre nettement supérieur à la moyenne nationale (10,4 %).

### Entreprises
Au 26 octobre 2018, Pantin compte 1 408 entreprises.

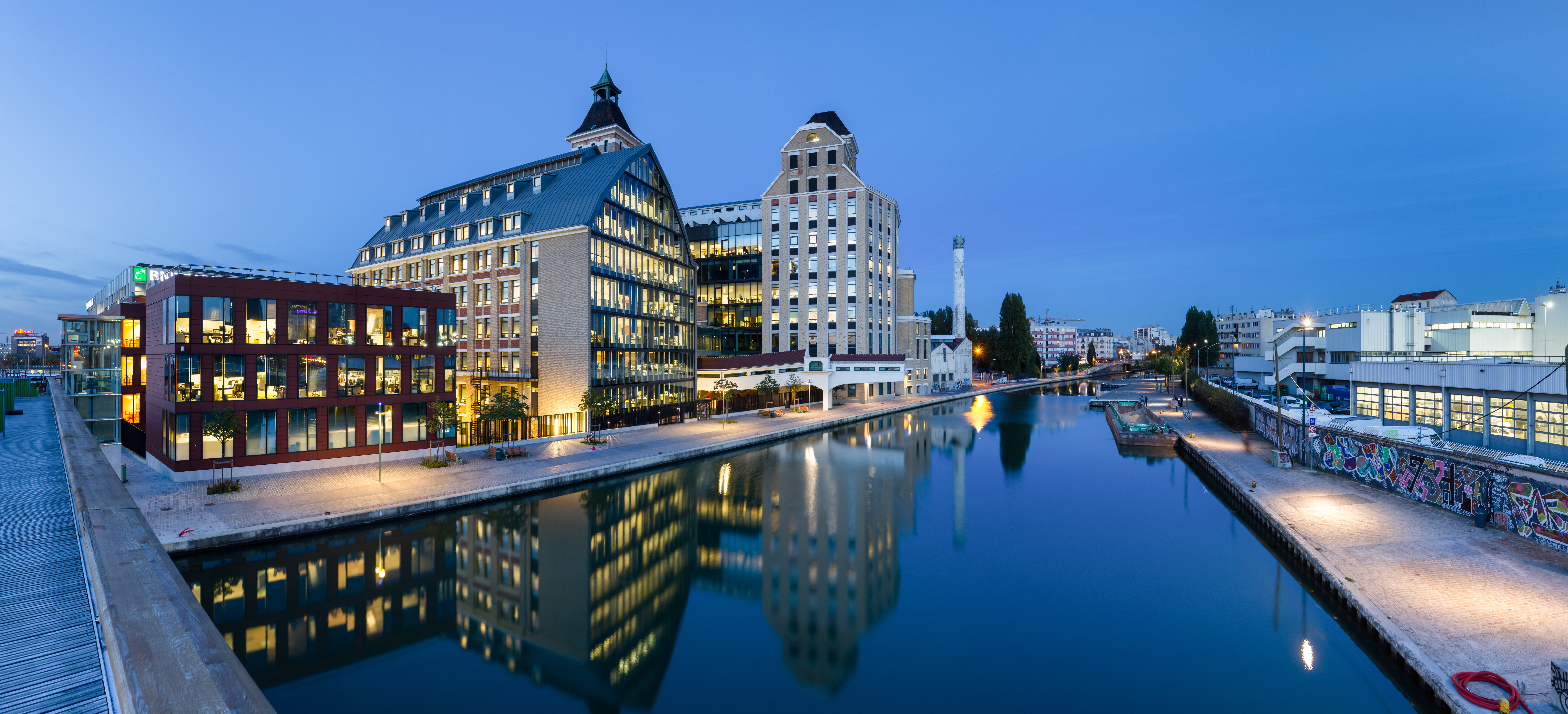
Les Grands Moulins de Pantin accueillent BNP Paribas.

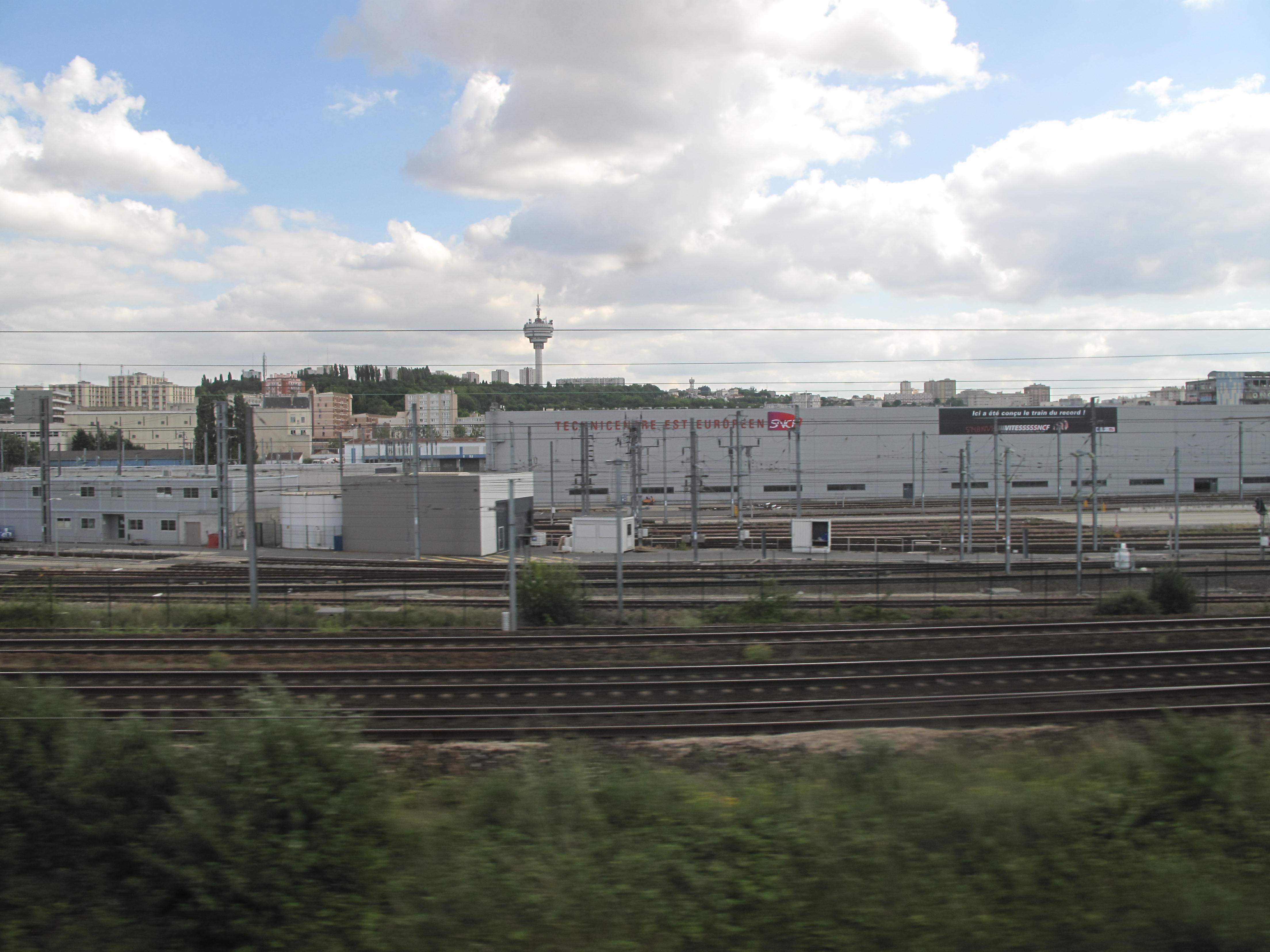
Technicentre Est Européen de la SNCF.

De grands groupes sont implantés sur le territoire de la commune, comme Maj -Elis (location de linge), Audim (téléphonie, en liquidation judiciaire le 10 octobre 2018), Netcom Group (téléphone, siège social et administratif), Papyrus (distributeur de papier) passé sous le contrôle du Portugais Inapa, Innelec Multimédia (logiciels de loisirs) coté en bourse ou Solabia (biochimie).
En 2016, l'agence de publicité BETC (561 salariés) s'installe le long du canal de l'Ourcq dans les anciens bâtiments des Magasins généraux (construits dans les années 1930 pour stocker des céréales et des marchandises destinées à Paris).
Autres établissements :
- Groupe Sergent-Major, Legrand SNC (siège à Limoges), Boiron (siège à Lyon), Alliance Santé (siège à Gennevilliers).
- La SNCF exploite à Pantin et Bobigny le Technicentre Est Européen, soit 400 emplois, qui entretient notamment le TGV Est européen.
- Les 3 000 salariés de BNP Paribas Securities Services (siège à Paris) se sont installés en 2009 dans le bâtiment historique des Grands Moulins de Pantin rénové par les architectes Reichen et Robert et qui fait maintenant face au-delà du périphérique à la Philharmonie de Paris.
- Implanté dans la ville depuis 1992, Hermès Sellier (siège à Paris) y regroupe de nombreuses activités de maroquinerie et autres métiers d'art et a été rejoint dans la commune par d'autres entreprises du luxe comme la maison Revel, Bourjois-Chanel, Gucci, Agnès b.[60]…

## Culture locale et patrimoine

### Lieux et monuments
- L'hôtel de ville, datant de 1884-1886, inscrit monument historique depuis 2017[62].
- L'église Saint-Germain-l'Auxerrois, dont la construction fut commencée vers 1664, à l'emplacement d'une église datant probablement du XIIe siècle. Elle a été fréquemment remaniée, notamment avec la construction du clocher par Joachim Beausire en 1736-37. En 1826, à l'occasion de travaux de consolidation, est rajouté un porche surmonté d'un fronton triangulaire. L'église contient des fonts baptismaux du XVIIIe siècle, une tapisserie représentant la crucifixion de 1959 de Plasse Le Gisne sur un carton de Léon Zack, et une peinture du XVIIe siècle attribuée à Franck le Vieux (décédé en 1616), représentant le Christ et sainte Madeleine. L'église est classée au titre des monuments historiques par arrêté du 29 décembre 1978[63].
- L'église Sainte-Marthe des Quatre-Chemins[64], construite en 1876[65].
- La Folie de Pantin, maison de plaisance construite par l'architecte néo-classique Perrard de Montreuil. Située à l'emplacement d'une exploitation de gypse, elle date du Directoire et fut transformée en maison de rapport au XIXe siècle. Devant la maison, on voit aussi la margelle d'un puits de 1782, ovale, qui abrite un amandier, inventorié comme arbre remarquable. La façade et la toiture de la maison sont inscrites au titre des monuments historiques par arrêté du 21 décembre 1984[66]. La maison, très ruinée, devait être restaurée dans le cadre de la future base de loisirs de la Corniche des Forts, mais le projet n'a pas abouti.
- L'école de Plein-Air, conçue en 1935 par Florent Nanquette, est construite dans le parc de la Seigneurie. Elle était destinée aux enfants souffrant de maladies respiratoires.
 Depuis la rentrée 2001, elle accueille une classe-relais « hors les murs » et constitue l'une des actions du contrat local de sécurité de Pantin de 2000. Elle est inscrite au titre des monuments historiques par arrêté du 18 novembre 1997[67].
- La piscine municipale, construite en 1937 par l'architecte Charles Auray, fils de Charles Auray, maire de la ville depuis 1919 (en l'honneur duquel une rue, un stade et une école de la ville portent le nom), est édifiée en liaison avec la mairie et le groupe scolaire. Elle fut l'une des premières construites en région parisienne. Le captage qui alimente cet édifice se fait dans la nappe phréatique profonde, ce qui est remarquable pour l'époque. De par son architecture particulière, elle est inscrite au titre des monuments historiques par arrêté du 21 janvier 1997[68].
Elle est renommée en 2022 Piscine Alice-Milliat, du nom de la nageuse, hockeyeuse et rameuse française, qui est la première femme à parcourir 80 km sur la Seine en rameur en moins de 12 heures[69].
- le stade Raoul-Montbrand, destiné au rugby
- La Tour Essor 93 immeuble de bureaux situé à proximité de la porte de Pantin
- Ensemble Emille-Aillaud aux Courtillières.
- Le Centre national de la danse dans un des plus beaux exemples de l'architecture fer et béton bordant le canal, et son café panoramique.
- Les exemples d'architecture faubourg et ses multiples recoins autour du quartier Hoche.
- Le dernier tronçon du canal de l'Ourcq qui rejoint le bassin de la Villette en entrant dans Paris.
- Cimetière communal de Pantin.

En matière de locaux industriels et d'activité, on note :
- L'usine élévatrice des eaux, dessinée par Charles Auray, est inscrite au titre des monuments historiques par arrêté du 21 janvier 1997[70].
- Les Grands Moulins de Pantin
- La Manufacture des tabacs fut l'une des plus importantes usines de Pantin. Implantée en 1876 à l'emplacement de l'ancienne tannerie Courtois, les bâtiments de production de la manufacture ont été reconstruits par l'État en 1878, et 721 ouvriers (dont 644 femmes) y étaient employés en 1898. En 1980, le gouvernement décide de fermer la manufacture, trop exposée à la concurrence. Malgré une très forte mobilisation avec une occupation de l'usine pendant 19 mois et une proposition de plan de remise en route, son histoire s'achève en 1983 avec la fabrication d'un dernier paquet de cigarettes les Gauloises « rouges », vendues notamment à la fête de l'Humanité ou lors de galas de soutien. Les locaux abandonnés revivent parfois à l'occasion de tournages de films, comme La Lectrice de Michel Deville ou Delicatessen de Marc Caro et Jean-Pierre Jeunet. Paul Chemetov a construit à l'intérieur de la parcelle trois immeubles de bureaux en béton, verre et parement à base d'aluminium (structure poteaux-poutres et murs-rideaux), parallèles à la rue Courtois et un quatrième vaisseau similaire placé perpendiculairement aux autres, donnant sur la rue Nicot[71]. Cet ensemble abrite aujourd'hui plusieurs importantes directions nationales de la DGFiP. L'ancienne maison de l'ingénieur de la manufacture des tabacs est aujourd'hui occupée par le Comité départemental du tourisme de la Seine-Saint-Denis.

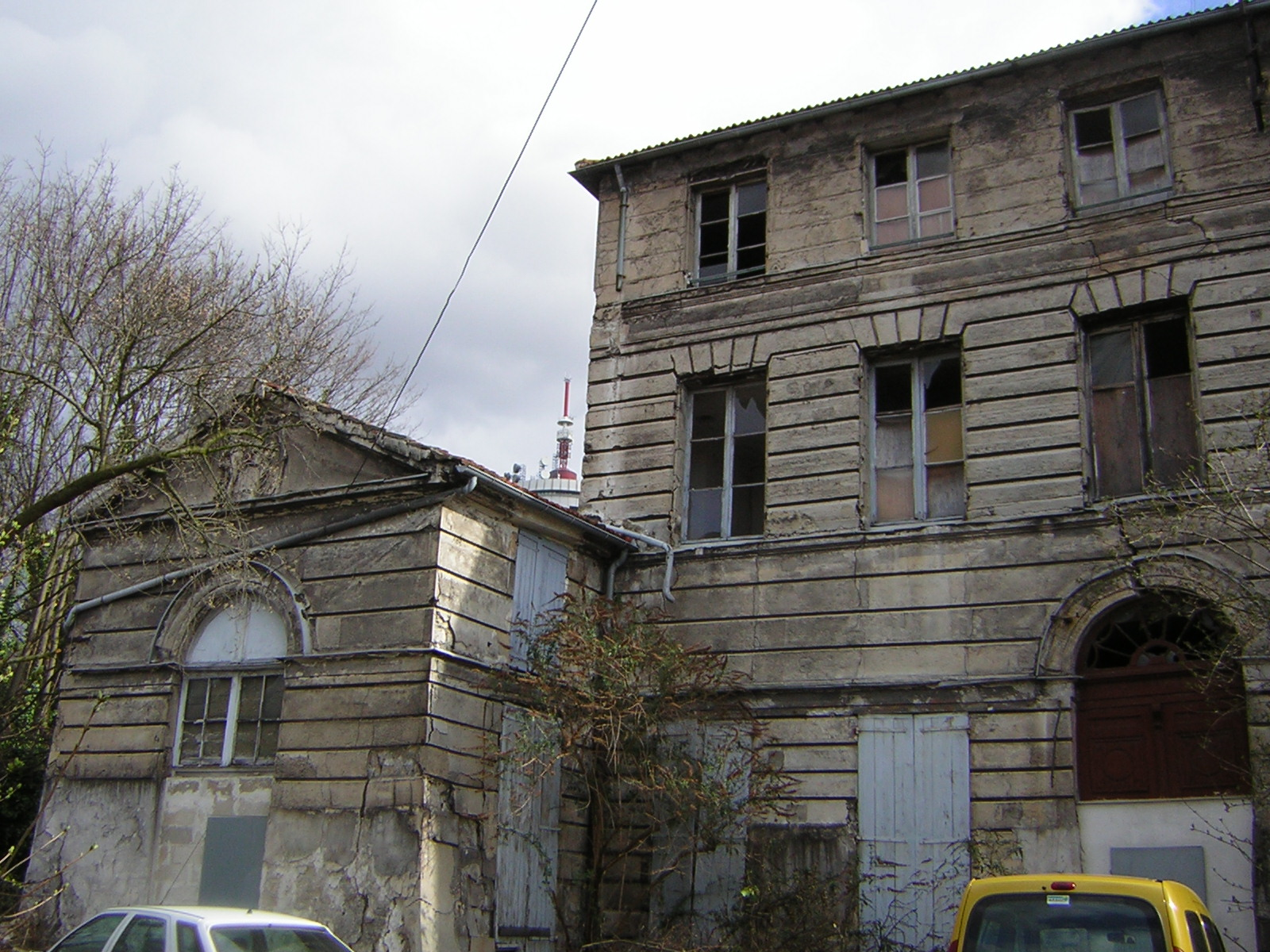
La Folie de Pantin.
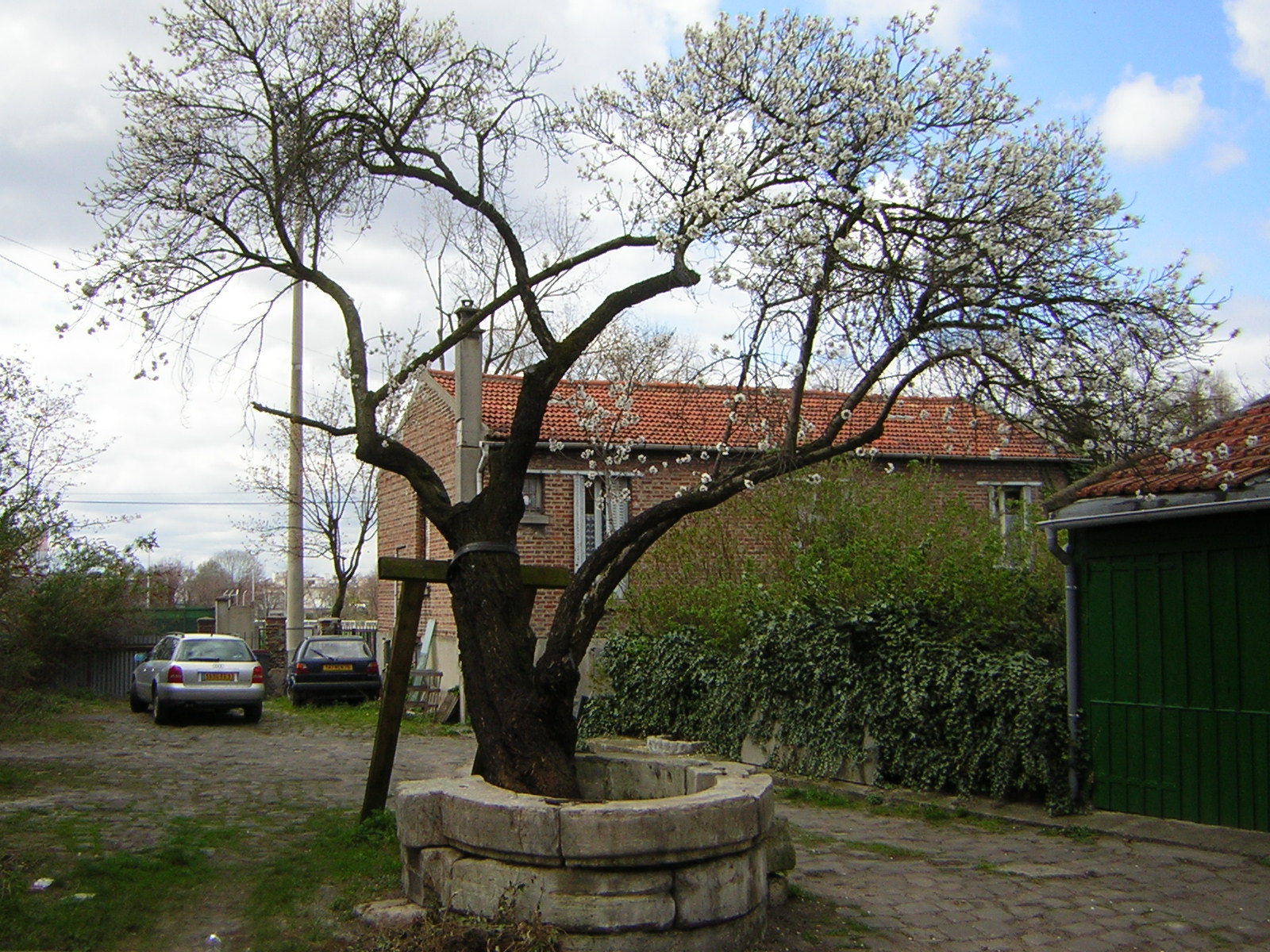
Amandier en fleur.
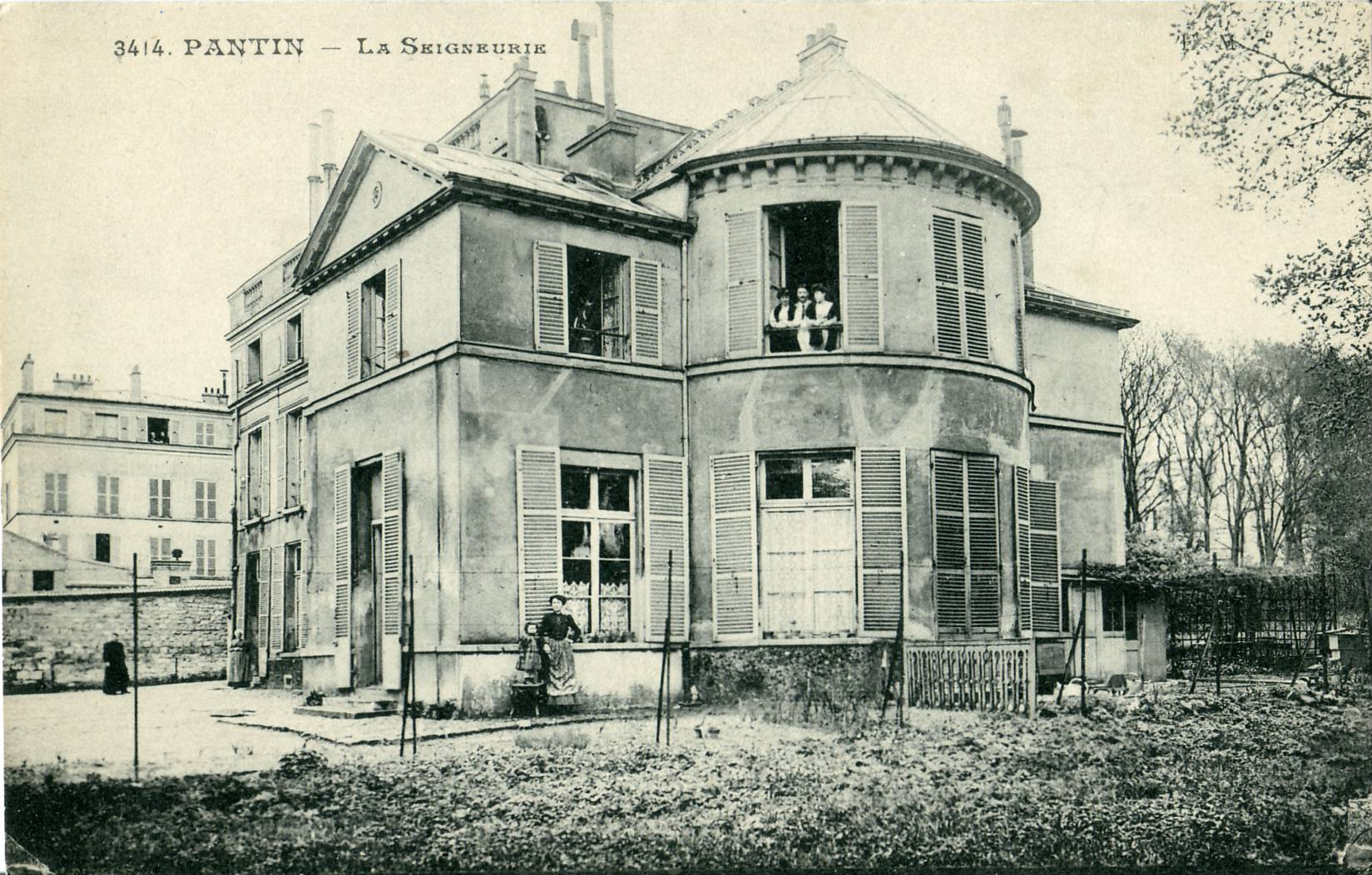
L'ancienne "Seigneurie" de Pantin.
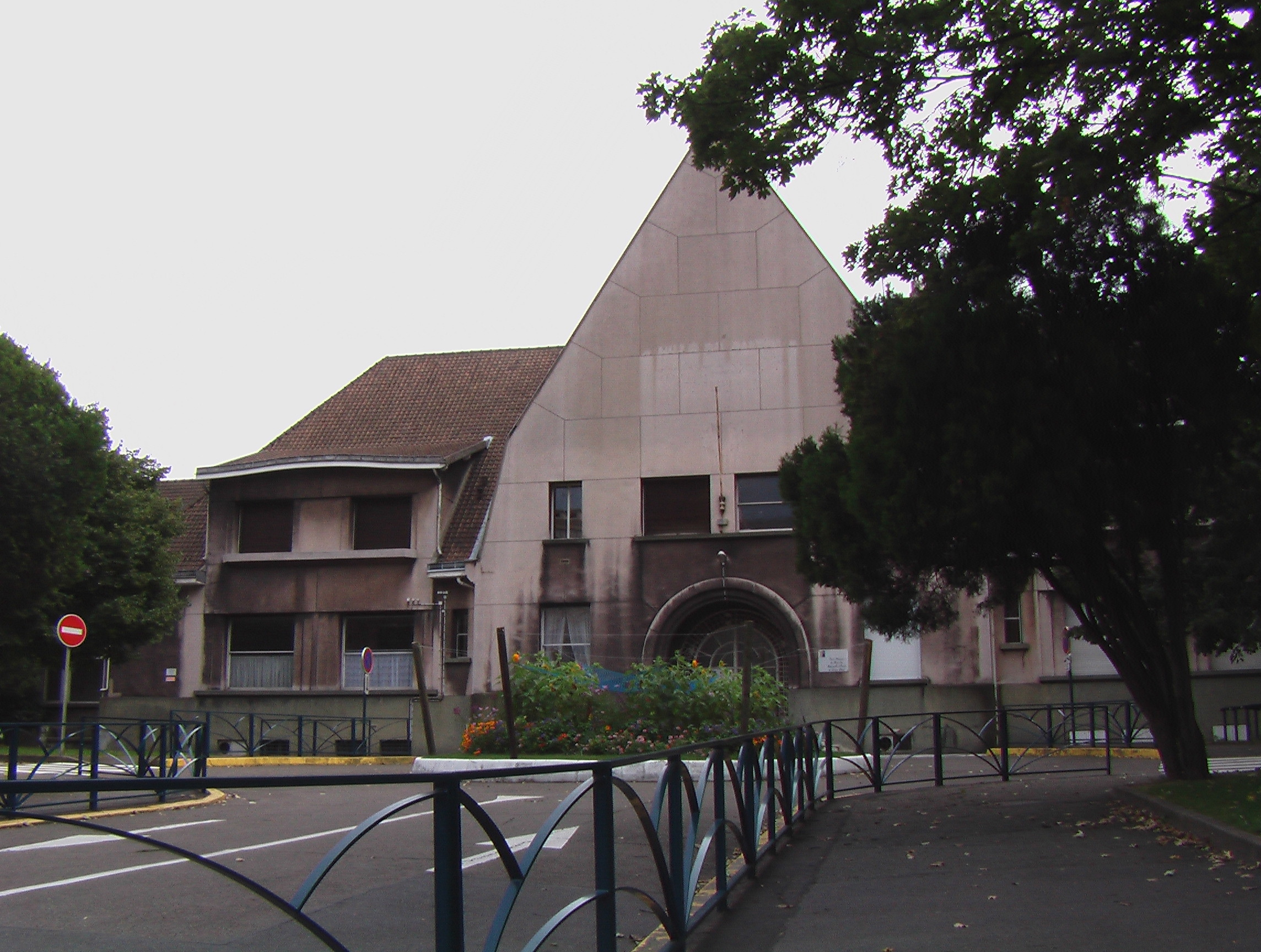
L'école de plein-air.
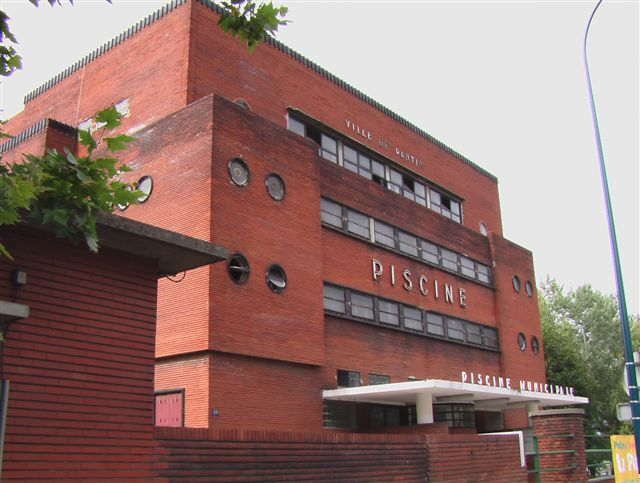
La Piscine Alice-Milliat, construite en 1937 par Charles Auray, fils du maire Charles Auray.
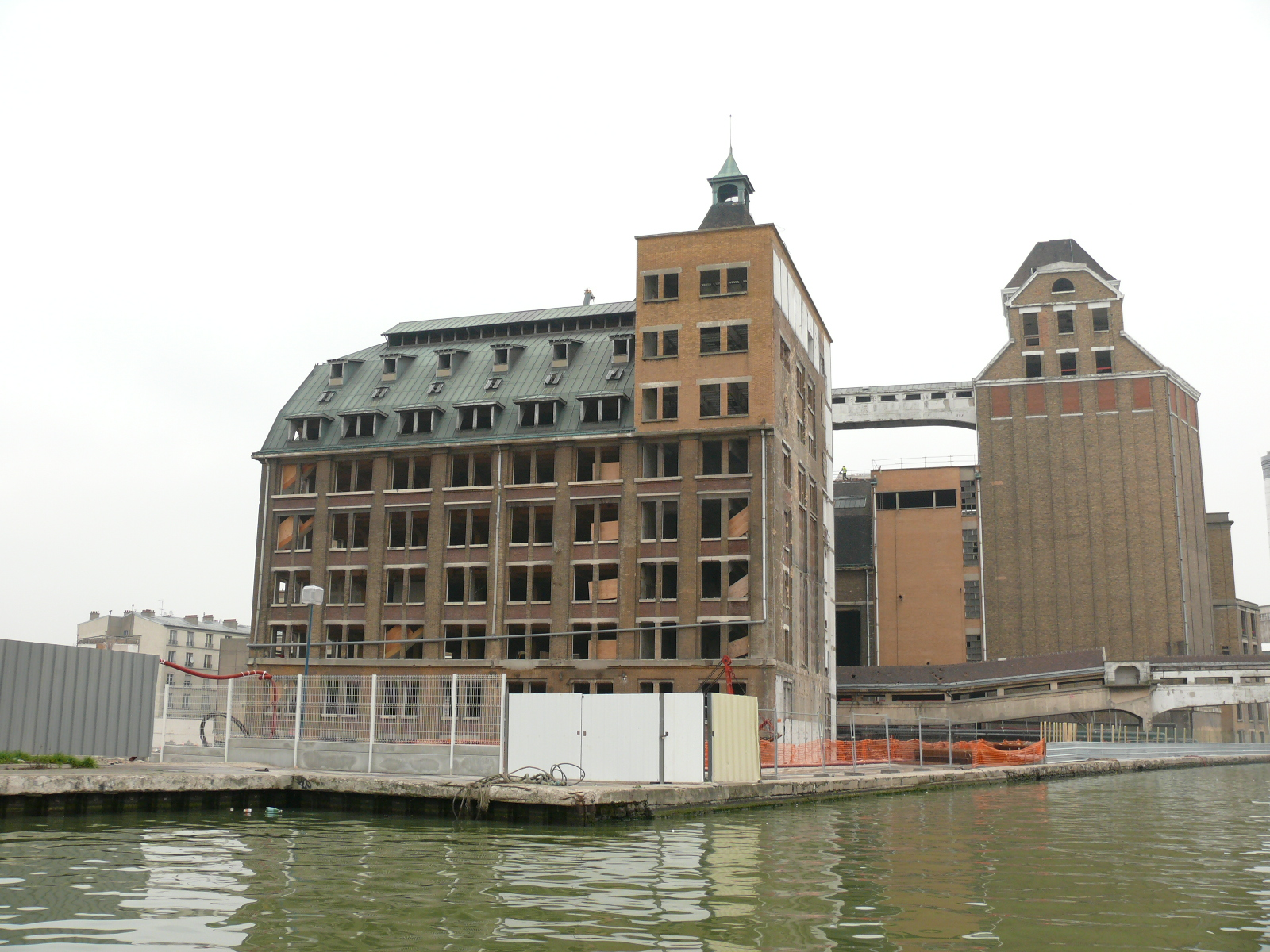
La restructuration des Grands Moulins de Pantin.
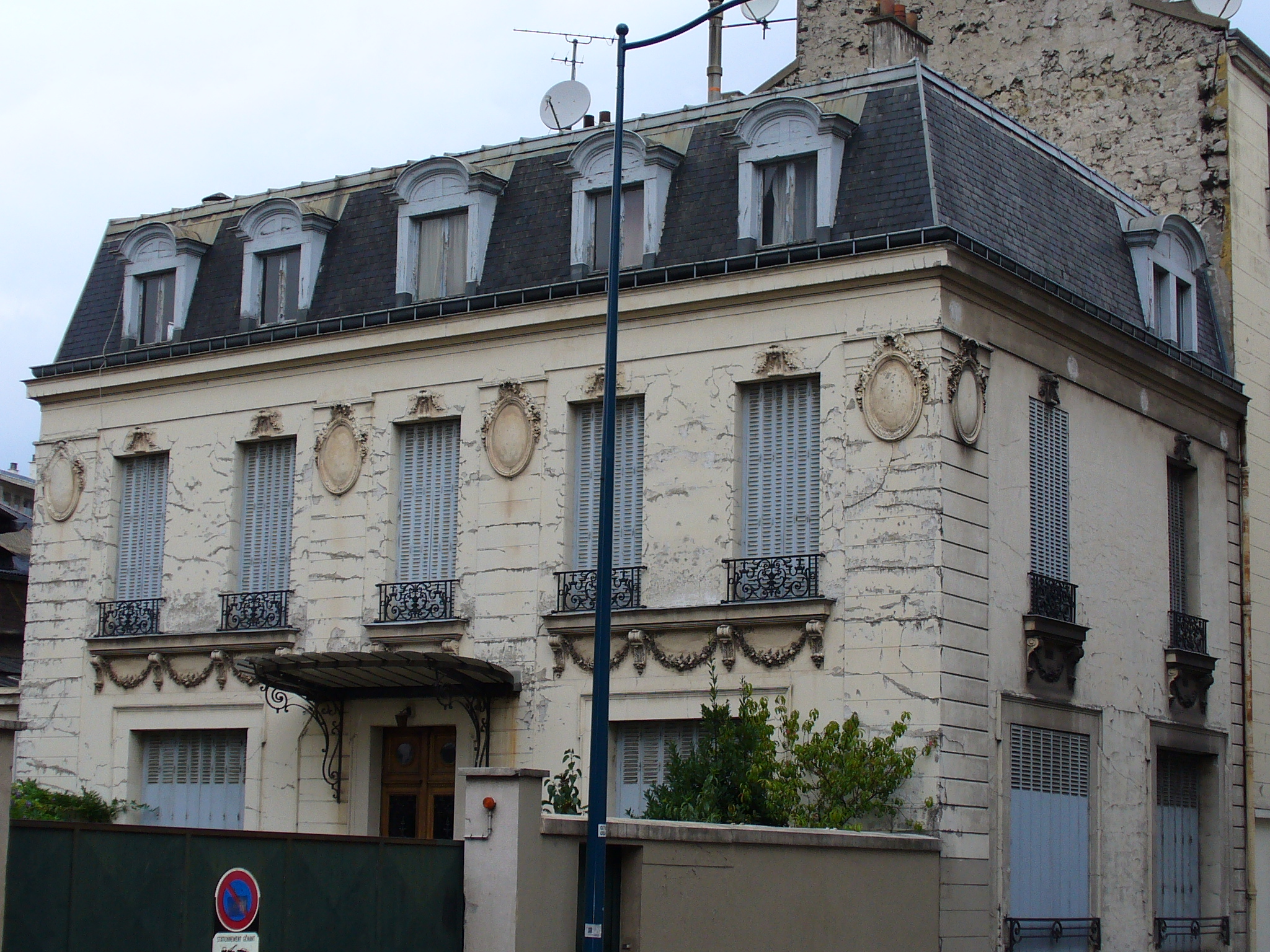
Pavillon Pouchard ex-Caillat, 14 rue J.-Aufrey.
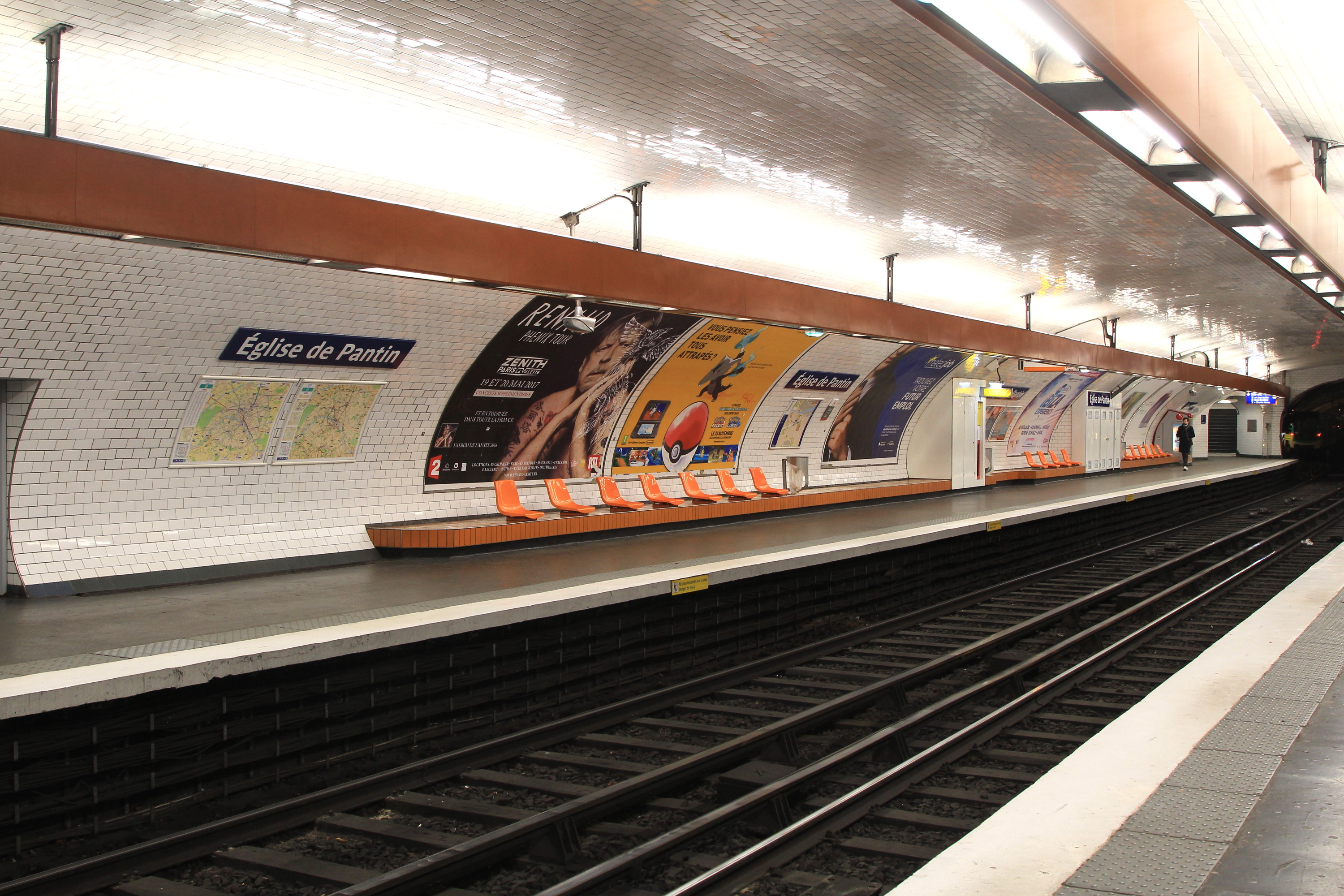
La station de métro Église de Pantin.
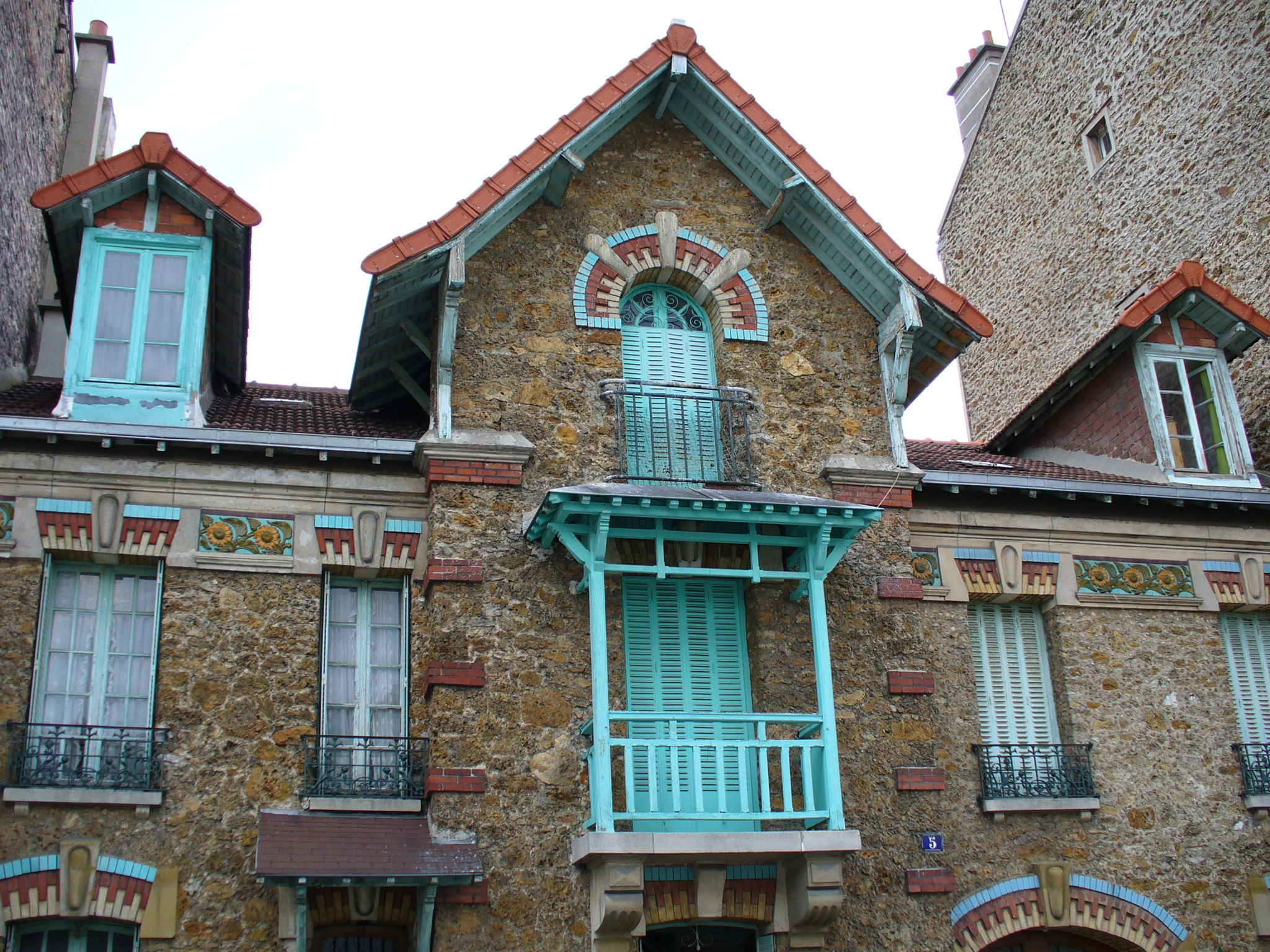
5 rue Jacquart (architecture de briques).
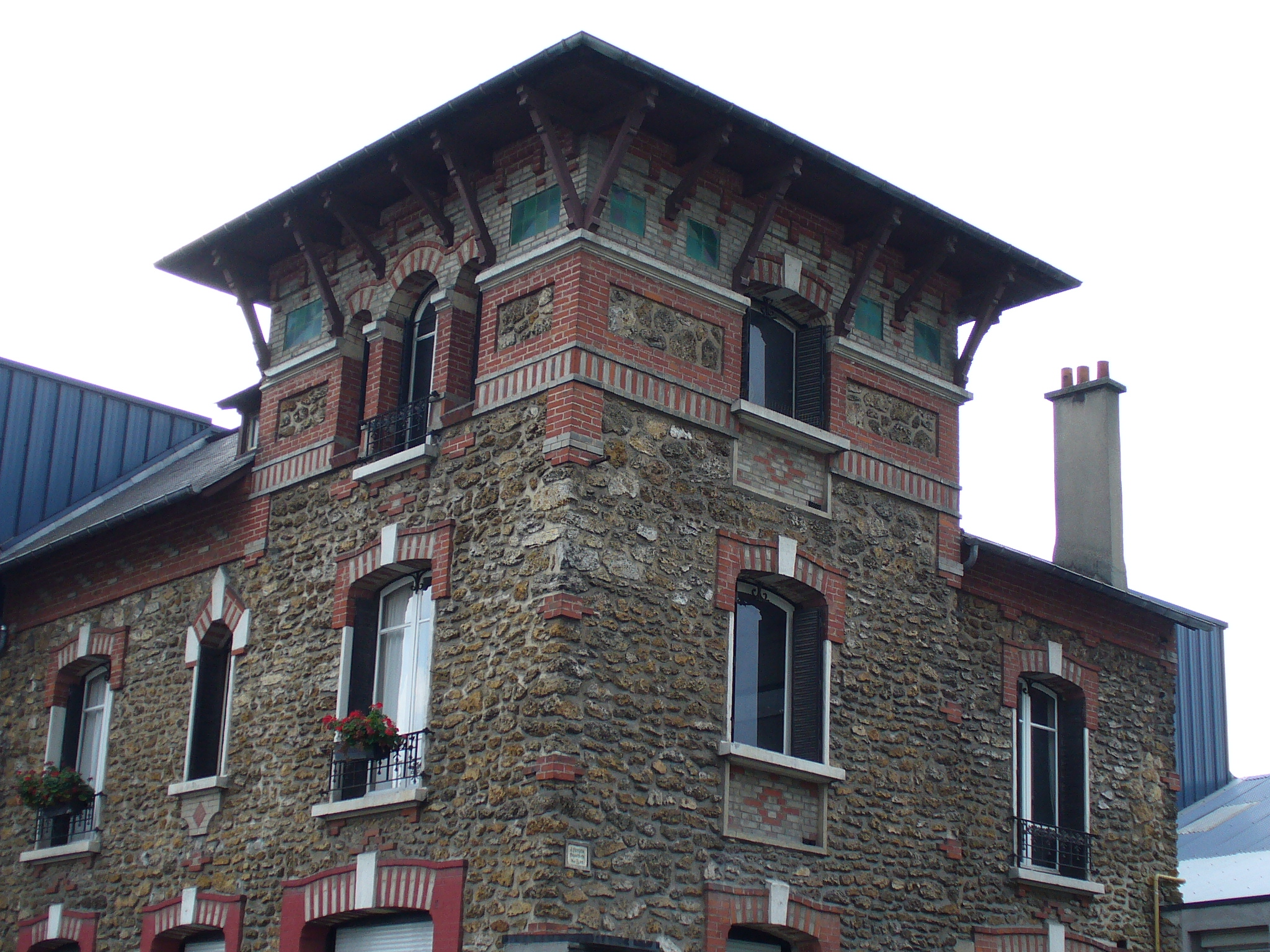
Rue Davoust, ancienne maison de maître des moulins Pietrement.
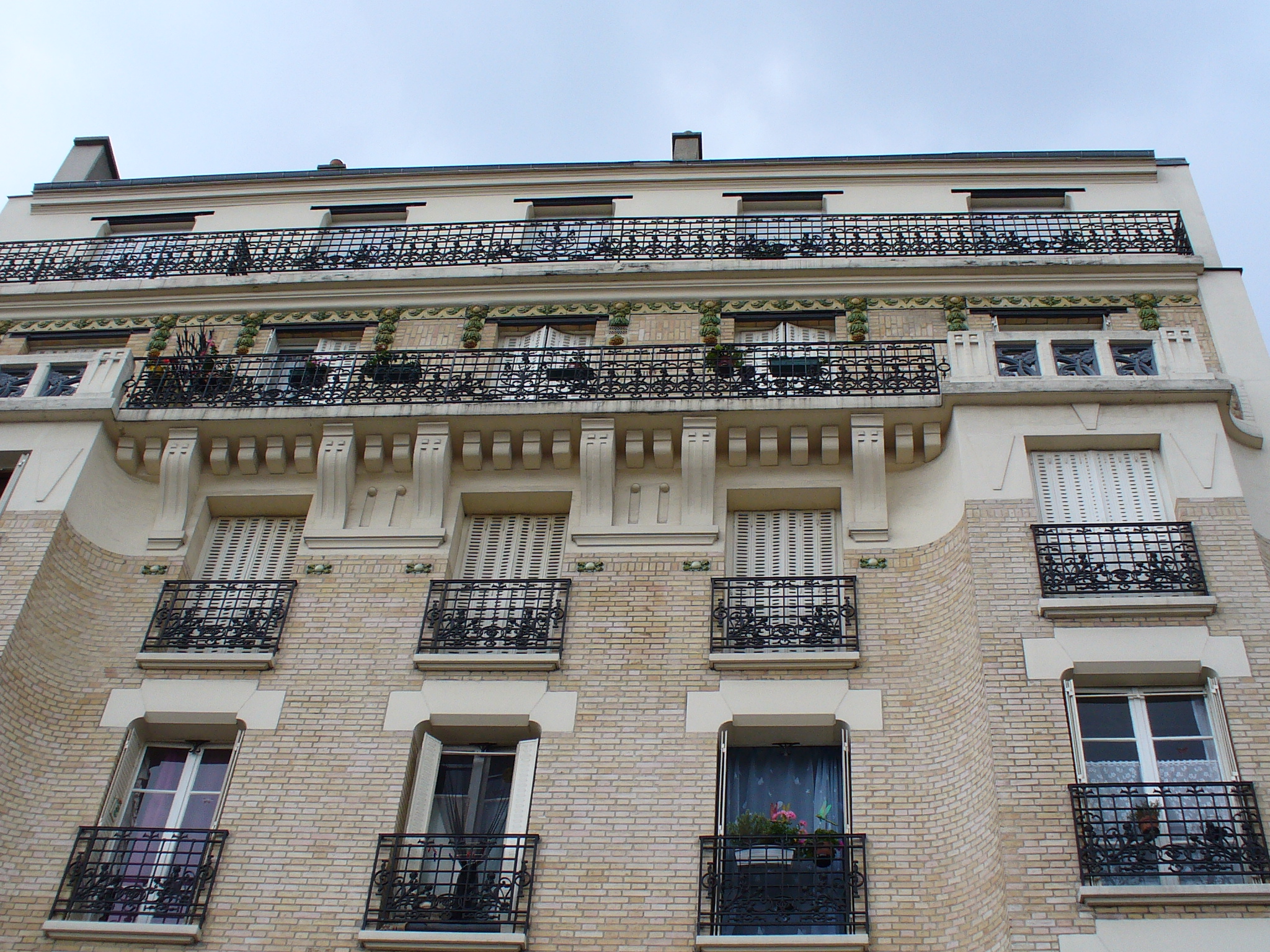

### Patrimoine naturel

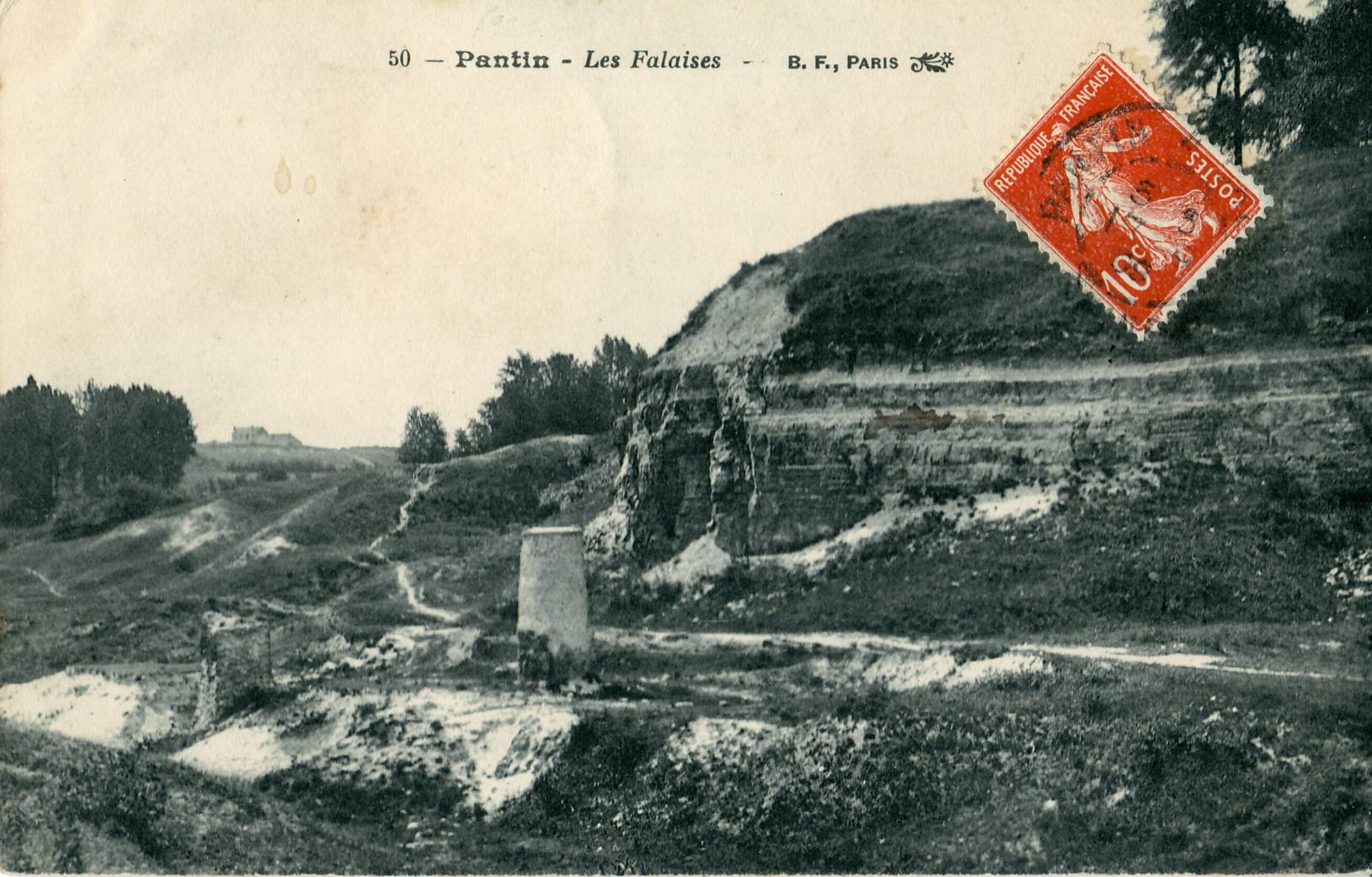
Les falaises de Pantin seront réaménagées pour devenir la Corniche des forts.

- L'île de loisirs de la Corniche des Forts : cette base de loisirs régionale prévoit l'aménagement d'un parc urbain de 62 hectares située sur les communes de Pantin, Les Lilas, Noisy-le-Sec et principalement de Romainville, notamment sur d'anciennes carrières de gypse. Ce projet proposera à la population des activités de loisirs culturels et sportifs, un cheminement de 2,8 km destiné aux piétons et aux vélos, reliant Pantin à Noisy-le-Sec, un belvédère offrant un panorama sur Paris... Les travaux de la Corniche des Forts ont débuté en 2008. Les abords du château de Romainville réaménagés et les jardins familiaux seront livrés au public fin 2009, dans un second temps, la Folie de Pantin serait restaurée. Cette base de loisirs est gérée par un syndicat mixte regroupant le département et les communes concernées[72].

### Personnalités liées à la commune
Par ordre chronologique de naissance :
- En 1240, est mentionné Pierre, curé de Pantin[20].
- Beaumarchais, écrivain, possédait des terres à Pantin.
- Le comte de Sanois (1723-1799), dernier seigneur de Pantin, a fait imprimer le cahier de doléances de Pantin avec ses commentaires.
- La Guimard (1743-1816), danseuse de l'Opéra.
- Étienne Nicolas Méhul (1763-1817), compositeur notamment du Chant du départ, qui pratiqua à Pantin son passe-temps, l'horticulture.
- François Richard de Montholon (1856-1940), peintre né à Pantin.
- Léon Jouhaux (1879-1954), syndicaliste et prix Nobel de la paix.
- Hélène Brion (1882-1962), féministe et pacifiste, institutrice à l'école de la rue Candale à Pantin.
- Maurice Foulon (1886- 1968), homme politique français, né à Pantin.
- René Montis (1888- 1959), acteur et producteur de cinéma français, né à Pantin.
- Fréhel (1891-1951), chanteuse et comédienne, est inhumée au cimetière parisien de Pantin.
- Jocelyne (1951-1972), chanteuse, est inhumée au cimetière de Pantin.
- Renée Falconetti (1892-1946), comédienne,
- André Breton (1896-1966), écrivain, a passé son enfance à Pantin.
- Robert Lazurick (1896-1968), homme politique et journaliste.
- Julien Torma (1902-1933), écrivain poète surréaliste et pataphysicien a passé son enfance à Pantin
- Jean-Pierre Melville (1917-1973), réalisateur, est inhumé au cimetière de Pantin.
- Freddy Bario (1922-1988), clown.
- Sergio Ortega (1938-2003), compositeur, pianiste.
- Pierre Desproges (1939-1988), humoriste, né à Pantin.
- Jacques Higelin (1940-2018), chanteur, a vécu à Pantin[60].
- Biserka Gall (1942-2002), peintre, graveur et lithographe, y résida.
- Dominique Lacout (né en 1949), philosophe et écrivain.
- François Berléand (né en 1952)[60], comédien, y réside.
- Maïk Darah (née en 1954), actrice française de doublage.
- Raymond Mulinghausen (né en 1958), gloire du sport français en plongeon, directeur de la piscine de Pantin (1958-1988), Les courtilières (1954-2004)[73].
- Philippe Delorme (né en 1960), historien et journaliste.
- Calixthe Beyala, née en 1961, écrivain, y réside
- Valérie Karsenti (née en 1968), comédienne, y est née également.
- Patrice Focone, guitariste de Superbus y est né.
- Jean-Marc Mormeck (né en 1972), champion de boxe.
- Gaël Mocaër (né en 1972), documentariste, y réside.
- Zahia Ziouani (née en 1978), chef d'orchestre, y réside.
- Fabrice Fernandes (né en 1979 à Aubervilliers), footballeur, a vécu à Pantin (Ilot 27).
- Colonel Reyel (né en 1984 à Saint-Mandé), chanteur, y réside.
- Faïza Guène (née en 1985), romancière.
- Gabriel Obertan (né en 1989), footballeur.
- Kev Adams (Kevin Smadja) (né en 1991), humoriste et acteur, y a passé une partie de son enfance.
- Freeze Corleone (né en 1992), rappeur, y a passé une partie de son enfance.
- Olivier Norek, romancier auteur de polar, y réside[74]. Certaines scènes de sa trilogie du 93 se passent à Pantin.

### Héraldique, devise et logotype

Logo de Pantin.

| Blason de Pantin | Blason  | D'argent à la croix de gueules cantonnée de quatre molettes du même. Devise / CriHardy Pantin en avant |
| Blason de Pantin | Détails | Le statut officiel du blason reste à déterminer.                                                       |